# 会計史

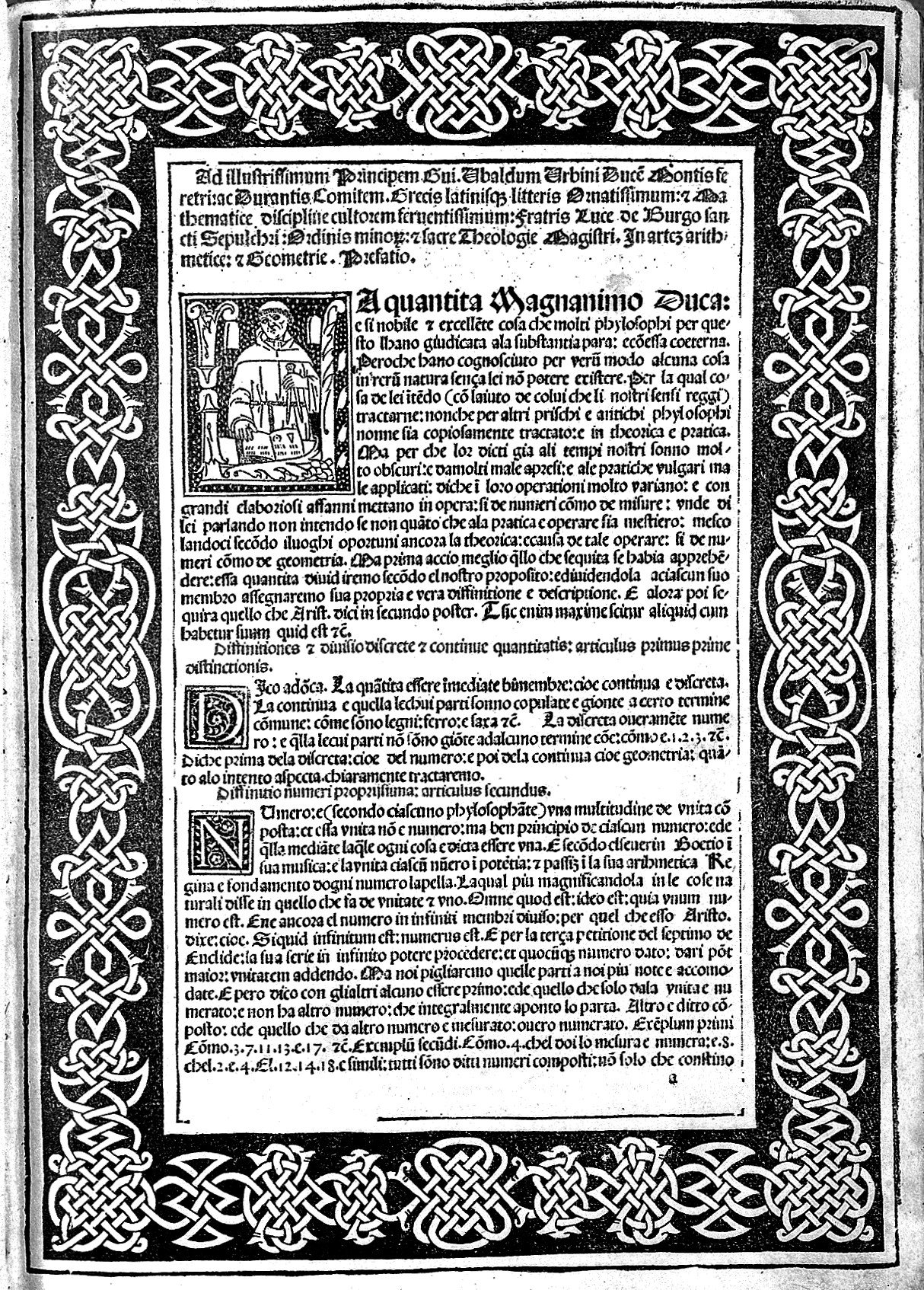
ルカ・パチョーリの著書『スムマ』(1494)。複式簿記を体系化した最初の本とされる。

会計史（かいけいし）では、会計の歴史および会計と密接に関係がある帳簿や簿記の歴史について扱う。会計は利益を利害関係者に説明する行為（英語: accounting）を指し、簿記は帳簿に取引を記録する行為（英語: bookkeeping）を指す。歴史的には、会計は財の記録とそれにもとづく管理、簿記は会計に固有の記録・計算用ツールともいえる。現在の会計という語は企業会計を指す場合が多いが、国家についての記録も多数が残されている。本記事では古代を含めて国家・商業組織の会計や家計簿を対象とする。

## 概要

### 各時代の概要
古代

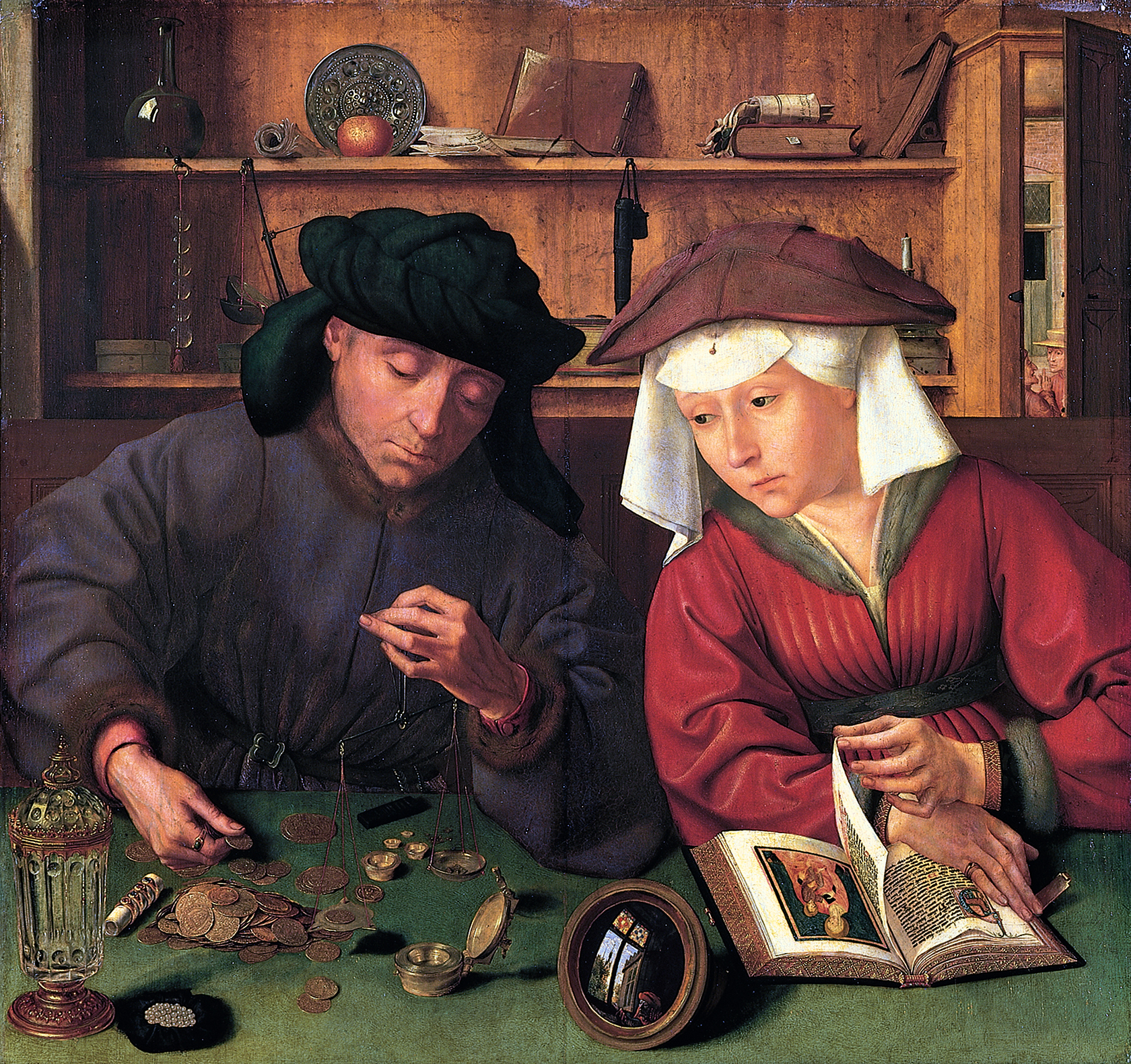
クエンティン・マサイス『両替商とその妻』（1514年）。金銭を扱う職業の注意深さ、妻の信心深さを表している。

会計や帳簿の起源は、ものを数える行為や、物資を管理する行為に関係し、文字の使用よりも早く行われていた。物資を集めて分け与える管理は再配分とも呼ばれ、古代の会計や帳簿は再配分と密接な関係にあった。穀物をはじめとする食糧や現物は、国家の歳入歳出や交換に使われ、物資の数量把握が必要とされた。エジプト、メソポタミア、イスラエル、中国、ギリシャ、ローマなどの地域では、現在の単式簿記にあたる会計が行われていた。
中世
イスラーム王朝は商業のインフラを整えて、財務官僚の技術として書記術とともに簿記術を広め、インド数字を取り入れた。イタリアの都市国家は地中海貿易を盛んに行い、13世紀から15世紀にかけて複式簿記の原型が整えられていく。貿易と金融の複雑化や、商人の識字率の上昇も帳簿の発展を後押しした。インド・アラビア数字はイスラーム世界からヨーロッパへ伝わり、計算や記録が容易になっていった。
近世・近代
複式簿記がヨーロッパ各地に伝わり、会計や商法の近代化が進んだ。主な点としては、(1)年次決算の確立、(2)精算表の出現、(3)時価による評価替え、(4)口別損益勘定の総括化、(5)貸借対照表の原型となる資本金勘定、などがある。
初期の複式簿記は少人数の組合員や組織によるものだったが、産業革命が進んで投資額や企業が大規模になると、多くの株主に成果を開示するためにフローとストックを要約した表を開示するようになった。これが貸借対照表と損益計算書である。会計制度や法規制の増加にともない、専門家として公認会計士が登場し、公認会計士による監査制度も整えられた。
現代
地域による会計基準の違いを解決するために、国際会計基準の導入が進んだ。会計事務所は監査に加えてコンサルティングを行うようになり、20世紀後半から監査法人の独立性に疑問が呈されるようになる。21世紀には不正会計により大企業が相次いで破綻し、会計の厳格化や投資家保護の法律が定められたが、世界金融危機が発生した。

### 数学・技術
記数法

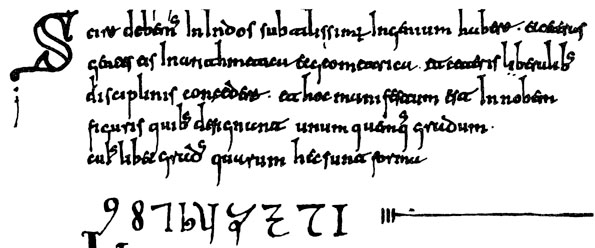
コーデクス・ヴィギラヌス。インド・アラビア数字がヨーロッパで書かれた初期の例。スペインの修道院で発見された。

会計には計算が欠かせず、記数法との関係が重要となる。エジプト数字、バビロニア数字、ローマ数字は計算に時間がかかる。この点でインド数字は十進法であり、計算が容易で会計に適した記数法であった。インド数字は西アジアに取り入れられてインド・アラビア数字となり、イスラーム世界を通じてヨーロッパ、のちには世界各地に普及していった。
道具
ものを数える行為は、文字とは別個に行われていた。紀元前30世紀のメソポタミアでは、粘土のトークンと容器を用いた会計が在庫管理に使われていた。アメリカのインカ帝国では、キープと呼ばれる縄で財政が行われていた。また、近代の無文字社会でも官僚組織と財務管理を整備した国家が存在した。
会計を記録する道具としては、粘土板、パピルス、竹簡や木簡、樹皮や木の葉、結縄、絹布、羊皮紙などが使われた。日本では、和紙の長帳や袋帳に取引を筆書きし、そろばんを使って集計した。これを帳合と呼び、分類的には多帳簿制収支（検算）簿記とも呼ぶ。
情報
会計技法の普及には、出版物が大きな効果をもった。ヨーロッパでは、パチョーリの『スムマ』をはじめとする簿記書が15世紀から出版されて複式簿記の普及につながった。イスラームでは書記術の一環として、財務官僚に簿記を伝授する本が書かれた。中国では官僚向けの会計術は書かれたが、民間の商人向けの本は近代までなかった。日本では、帳簿の記帳や計算方法は商家ごとに秘密とされており、部外者に共有はされなかった。

### 分類
財務会計・管理会計

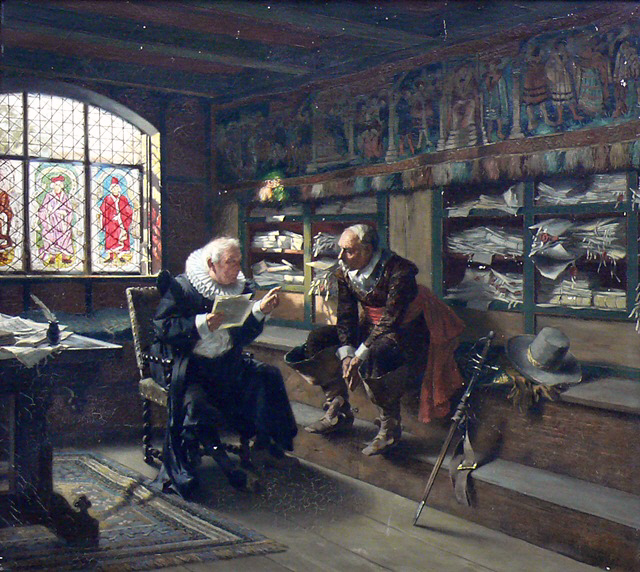
マックス・フォルクハート『仕事場の公証人』

財務会計は外部の利害関係者に公開する会計で、管理会計は企業内部の管理のために作成する。この二つは19世紀までは厳密には分かれていなかった。イギリスやアメリカの鉄道業には規制が多数設けられ、資金調達や利害調整、コスト管理、政府や国民への情報提供などの要因が重なって、財務的側面と管理的側面に分かれることとなった。さらにトラストの発生による独占が問題となり、規制のない一般企業でも財務会計が求められるようになった。中世イタリアでは、商人は監査用の帳簿と、日記を兼ねた秘密帳簿をつけ、秘密帳簿の決算は公式の帳簿と一致しない場合が多かった。
原価主義・時価主義
原価主義は取引をした時点の原価を基準とし、取得原価主義とも呼ばれる。これに対して時価主義では現在価値の時価を基準とする。原価は過去の価値、時価は現在の価値とも表現できる。会計は長らく原価主義で行われていたが、不動産や金融商品においては原価と時価の差が大きい。このため次第に時価主義（物価変動会計）の導入が進み、特に20世紀後半から金融商品を中心として公正価値の導入が進んだ。

### 会計と社会
人員・組織

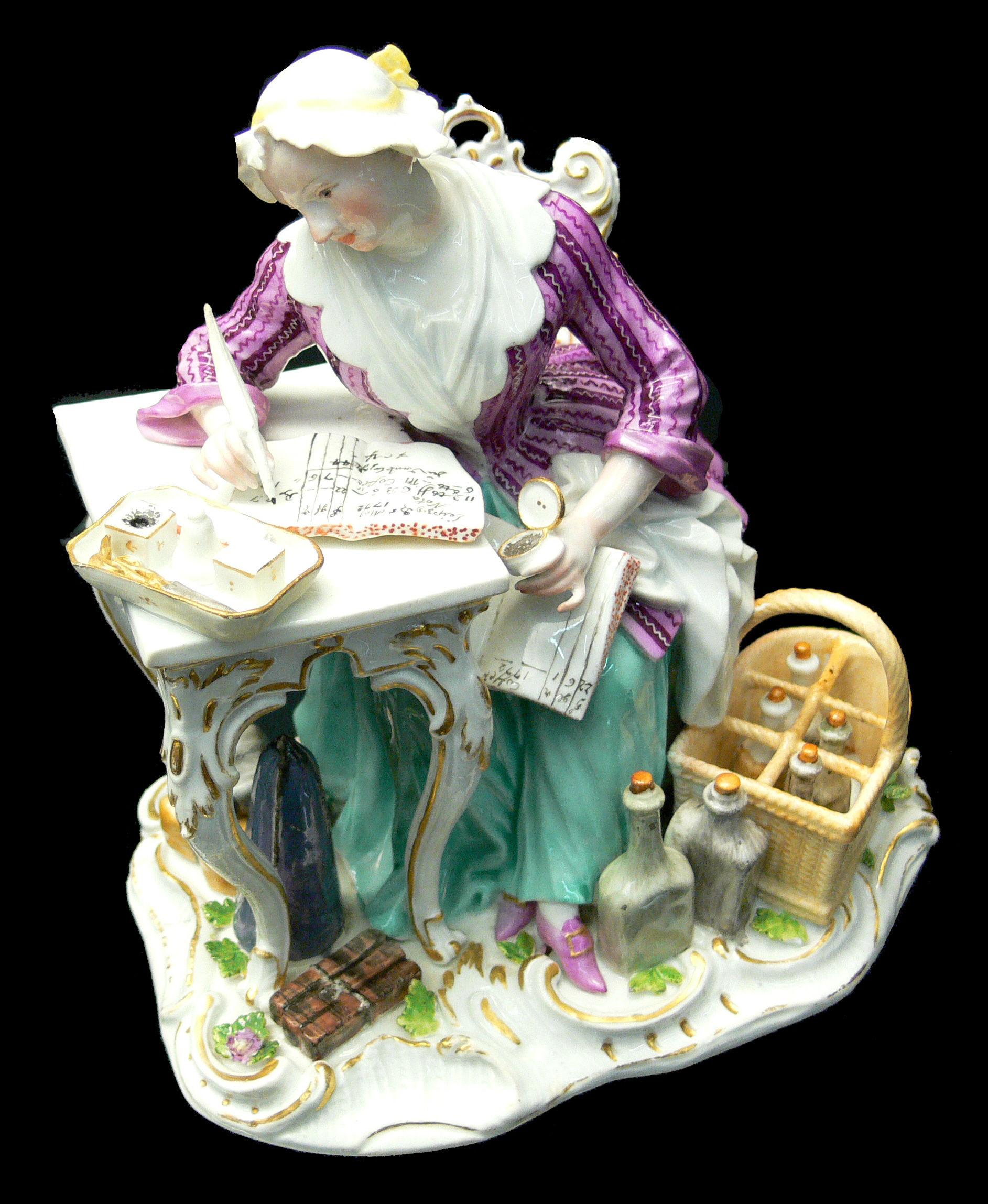
商人の筆記。マンハイムのライス・エンゲルホルン博物館所蔵。

古代エジプトにおいては、帳簿を記録する書記は重要な役職だった。古代のギリシャやローマは地中海商業で繁栄したが、商業行為は低く見られており、帳簿をつけるのは奴隷の役目だった。委託・受託関係の会計として代理人会計があり、古代ギリシャやローマでは主人が奴隷に委託し、中世ヨーロッパでは領主が荘園の管理者に委託した。これらは株主に経営状態を明らかにする現在の損益計算書とは意味合いが異なる。
古代バビロニアや中世イタリアでは、契約を記録するために立会人や公証人が働いた。イタリアでは契約の増加によって公証人が不足すると、商人がみずから記録を残すようになり、帳簿の普及にもつながった。現在では、専門資格を持つ公認会計士の制度が確立されている。国家の経済体制や社会の価値観によって、会計を扱う職業の立場は変化してきた。たとえば16世紀ヨーロッパでは収税人や帳簿の不正を風刺する絵画が描かれた。社会主義政権時代のロシアでは会計士には人気がなかったが、市場経済化が進むにつれて人気の職業となった。
会計や簿記の複雑化には、商業組織の事業内容、形態、管理が関係した。複式簿記が掲載されたといわれるイタリアの都市国家では、貿易の共同企業から遠隔地に支店をもつ大規模な商会への発展が帳簿の発展をうながした。減価償却・損益計算書・連結決算の成立には19世紀の鉄道業が影響した。
信仰
古代エジプトでは知識の神トートが書記の守護者とされた。キリスト教やイスラームにおいては利子（ラテン語: usura、アラビア語: ربا）が禁止され、中世キリスト教徒の商人の帳簿は神への告解という側面をもった。ヨーロッパでは、帳簿が真実であることを神に誓う証として、元帳に十字架を書く習慣があった。ギリシア神話やローマ神話の公正・正義を象徴する女神テミスは、会計事務所や会計に関する施設にも置かれることがある。
政治
会計は組織の活動を理解する手段として有用であり、政府や自治体の公会計も、営利組織の会計（私会計）と同様に古来から記録されてきた。公会計の資源は徴税であるために、特に支出の統制が重要となった。中世イギリスの会計書は、(1) 公的、(2) 私的、(3) 教会、(4) 慈善組織の4種類があった。
複式簿記の手法を国の財政管理に導入することを提案したのは、17世紀の数学者シモン・ステヴィンの論考「王侯簿記」にはじまる。政府をバランスシートによって評価するという視点は、ブルボン朝の財務長官を務めたジャック・ネッケルの『国王への会計報告』がきっかけだった。国家の収入と支出を調べて問題点を明らかにした『会計報告』はフランス革命の一因にもなり、各国の公会計に影響を与えた。私会計と公会計は影響を与え合う関係にあり、19世紀末から20世紀初頭のアメリカでは私会計をもとに公会計が改革され、さらにその成果が私会計に応用された。

## 古代

### アジア・アフリカ
アフリカ

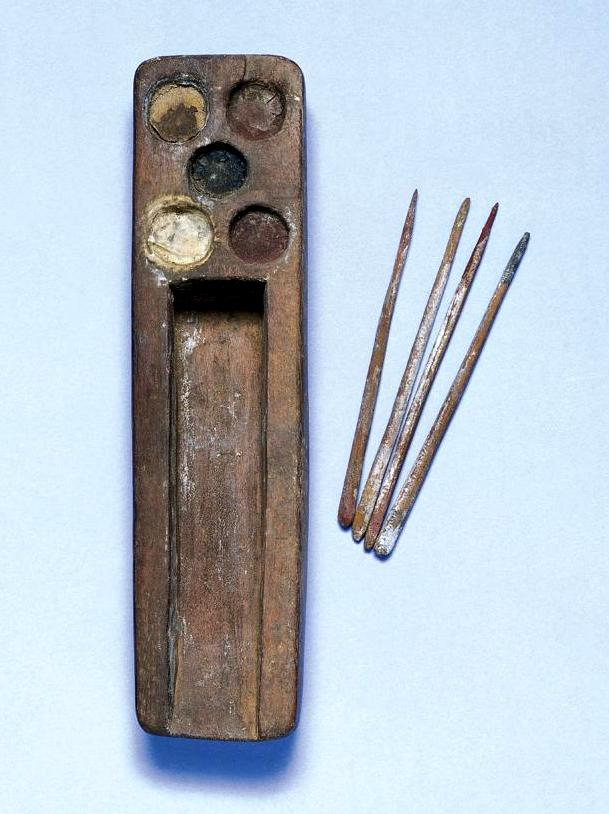
古代エジプトの書記が使ったパレットと4本の尖筆（スタイラス）。パレットには顔料のくぼみがある。

エジプトでは紀元前40世紀頃より国家機構が形成されて、家畜や穀物、鉱物などが各地で租税として徴収された。腐敗の怖れの高いものは地元の行政に支出され、それ以外の物資が中央のファラオの倉庫に送られた。倉庫の管理には会計記録官をはじめとする記録官や人夫が配置され、会計記録官はパピルスに葦草の筆で記録した。政府の経理文書は上質のパピルス、計算書は低質のパピルスまたは上質のパピルスの断片を使った。神殿や王宮、地方の役所には書記の学校があり、教育を受ける余裕のある家庭ならば、庶民でも訓練を受けて書記に任命される機会があった。古代エジプト神話においては、知識の神トートが書記の守護者であり、文書を保管する役所ではトートの像が祀られた。現物経済のため、生産物の貯蔵、食糧や土地の配分のための計算が多用された。このため現存するエジプト数学の記録には、単位分数が多い。アレクサンドロス3世による征服ののちは、プトレマイオス朝をへてヘレニズムやローマの影響を受けた財政となっていった。
西アジア

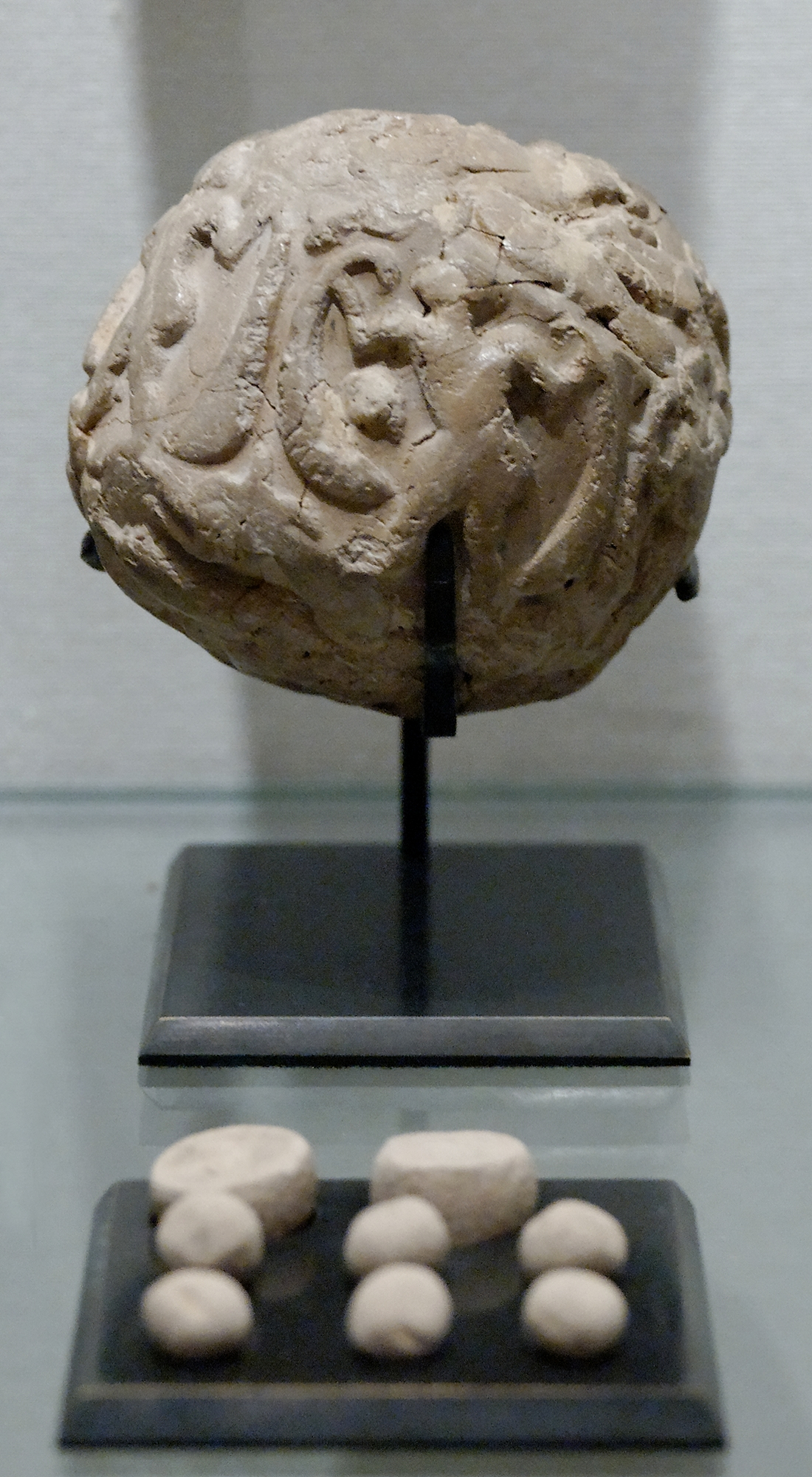
粘土製の容器であるブッラ。紀元前4000年-3100年。

メソポタミアには、粘土製のトークン（証票）と、ブッラと呼ばれる粘土製の容器があった。これらは紀元前35世紀のウルク文化中期において、計算や物資の管理に使われたとされる。シュメルでは、文字を読めない者のためにトークンとブッラが粘土板と併用された。紀元前22世紀から紀元前21世紀のウル第三王朝の時代には、シュルギ王が官僚機構の大規模化、度量衡・会計・文書記録の整備を進めた。紀元前18世紀のバビロニアのハンムラビ法典には、商取引・委託受託・賃貸借・貸借の契約についても書かれている。
アラビア半島から広まったイスラームでは、『クルアーン』の第2章282節と283節において、貸借関係を明らかにする必要が書かれている。初期のイスラーム指導者であるウマル1世は、軍に給料を支払うために受給者名簿を作成し、名簿をもとに現金と現物で支給した。この財政は、軍による征服地の分配と現地人の奴隷化を禁止する意図があった。受給者名簿はディーワーンと呼ばれ、最初のイスラーム王朝であるウマイヤ朝において官庁を指す言葉になる。ウマイヤ朝のディーワーン制度は、アッバース朝をはじめとするのちのイスラーム王朝に引き継がれた。また、インド数字が古代から西アジアに入り、アラビア語文献でも使用が始まった。773年には、インドからの使節がアル＝マンスールが治めるバグダードを訪れて記数法を宮廷に伝えた。
南アジア

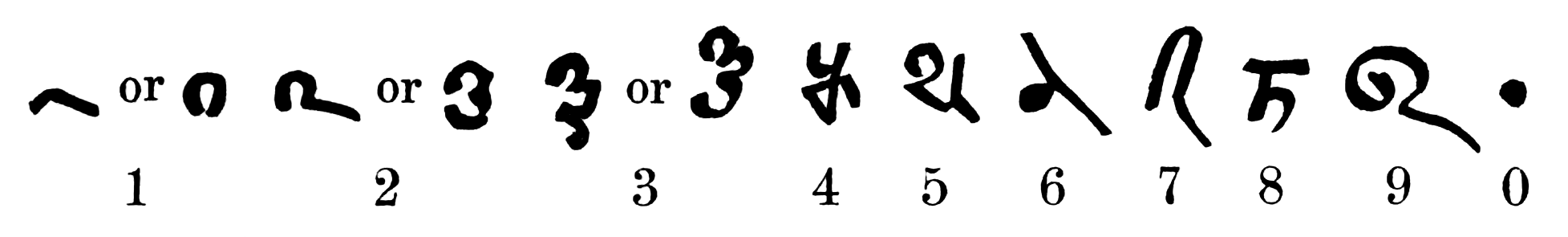
3世紀から4世紀のバクシャーリー写本に書かれたシャーラダー数字。右端の黒い点が、最古のゼロ表記とされる

紀元前4世紀のマガダ国ではパリサトという行政機関が設置され、ガナカやサンキヤーナカと呼ばれる役職が王家・官庁・法廷で計算をしていた記録があり、現在の会計士にあたる。仏典では大臣に属するガナカの記述があり、マウリヤ朝の政治家カウティリヤが書いた『実利論』にはサンキヤーナカの仕事が書かれている。マウリヤ朝の官僚制度はクシャーナ朝にも引き継がれ、中央の主税官、税務官、地方の会計官などがいた。クシャーナ朝時代に作られたとされる『マヌ法典』には、第8条と第39条に会計についての規定がある。不動産、奴隷、債務弁済、カーストごとの利息、商税や年貢について定められていた。
古代インドにおいて、現在の会計で使われている数字の原型が作られた。紀元前3世紀頃には、シャーラダー数字によってゼロと1から10までの数字で全ての数を表せるようになった。インド文化は膨大な桁数の数を用いたが、ヴェーダやジャイナ教においては宗教や哲学が目的であり、商業計算の記録は3世紀から4世紀のバクシャーリー写本からとなる。
東アジア
紀元前12世紀から紀元前8世紀にかけて栄えた西周では、住民から九賦・九貢・九職を徴収し、それぞれ特定の支出に振り分けた。九賦は現在の経常収入、九貢は非経常収入にあたる。財政の最高責任者は天官太宰で、その下に司会と呼ばれる会計の官僚がいた。記帳をする最初期の会計として、国家財政を扱った九府出納がある。紙が普及する前は、獣骨や亀甲、竹簡や木簡に記録しており、一般の商人が紙を使うようになったのは唐からといわれる。
帳簿（簿書）は、流水帳と呼ばれる方式で記録された。発生順に書いてゆく備忘的な記録であり、帳簿の保存や決算はなかった。この形式が清まで一般的に続くことになる。流水帳は単一の記録として始まり、のちに日記帳にあたる草流、財の種類や収支を区別する細流、総勘定元帳にあたる総青の3つに細分化していった。秦が成立すると中央集権を整えたことで草流、細流、総青を使い分けた。前漢の財政は帝室と政府で収入・支出を分けており、帝室財政は少府、国家財政は治粟内史が担当した。この財政の分別と、課税種類の増加によって、草流と細流が発展した。
|      | 0 | 1 | 2 | 3 | 4 | 5 | 6 | 7 | 8 | 9 |
| ---- | - | - | - | - | - | - | - | - | - | - |
| 縦式 |   |   |   |   |   |   |   |   |   |   |
| 横式 |   |   |   |   |   |   |   |   |   |   |

記数法では、紀元前15世紀から紀元前12世紀の甲骨文字で10進法が使われていた。秦から漢にかけて行政の必要から記数法が発達し、算木を用いた位取り計算が行われた。紀元前2世紀から紀元後1世紀の数学書とされる『九章算術』には、穀物の比率、財産や金銭の分配、税金などの計算法がある。財政術を伝える書物が書かれるようになり、唐の官僚である李吉甫は国家会計に関する書として『元和国計簿』（807年）を発表した。同時期に『大和国計』という書も発表されている。
日本
7世紀以降の律令制時代には、租庸調という税が定められ、財政責任者の太政官は四度公文と呼ばれる文書で各地から報告をさせた。四度公文とは大帳 (計帳)、正税帳、調庸帳、朝集帳を指す。租については正税帳という決算報告書、調庸については調庸帳という納税報告書にあたる文書が作られた。これらの文書は正倉院文書として管理された。
貴族や仏教寺院が管理する荘園でも決算報告が制度化されていた。初期の荘園の会計記録として、755年から757年の桑原庄券と呼ばれる文書がある。これは収支報告書にあたるもので、東大寺が坂井郡の桑原庄を経営した記録である。荘園の総面積、荘園からの収入・支出・残高、荘園の動産や不動産が書かれている。飛鳥時代までの財政に関する記録には、木簡が使われていた。奈良時代には和紙の生産が増え、戸籍、財政報告、証文の記録に使われていた。

### アメリカ
メソアメリカ
マヤ文明では多数の都市国家が栄え、最盛期は8世紀頃といわれている。それぞれの国家は神官・軍指揮官を兼ねる王に治められ、行政は王族や貴族が執り行った。書記となったのはマヤ文字を秘儀として教わった一部の貴族で、多くの国民には文字は伝えられなかった。貴族は複数の役割を持ち、書記は石碑の彫刻家・天文学者・役人でもあった。行政機能は宮廷の外にも分化し、地位の高い貴族の住居でも行われた。

### ヨーロッパ
ギリシャ

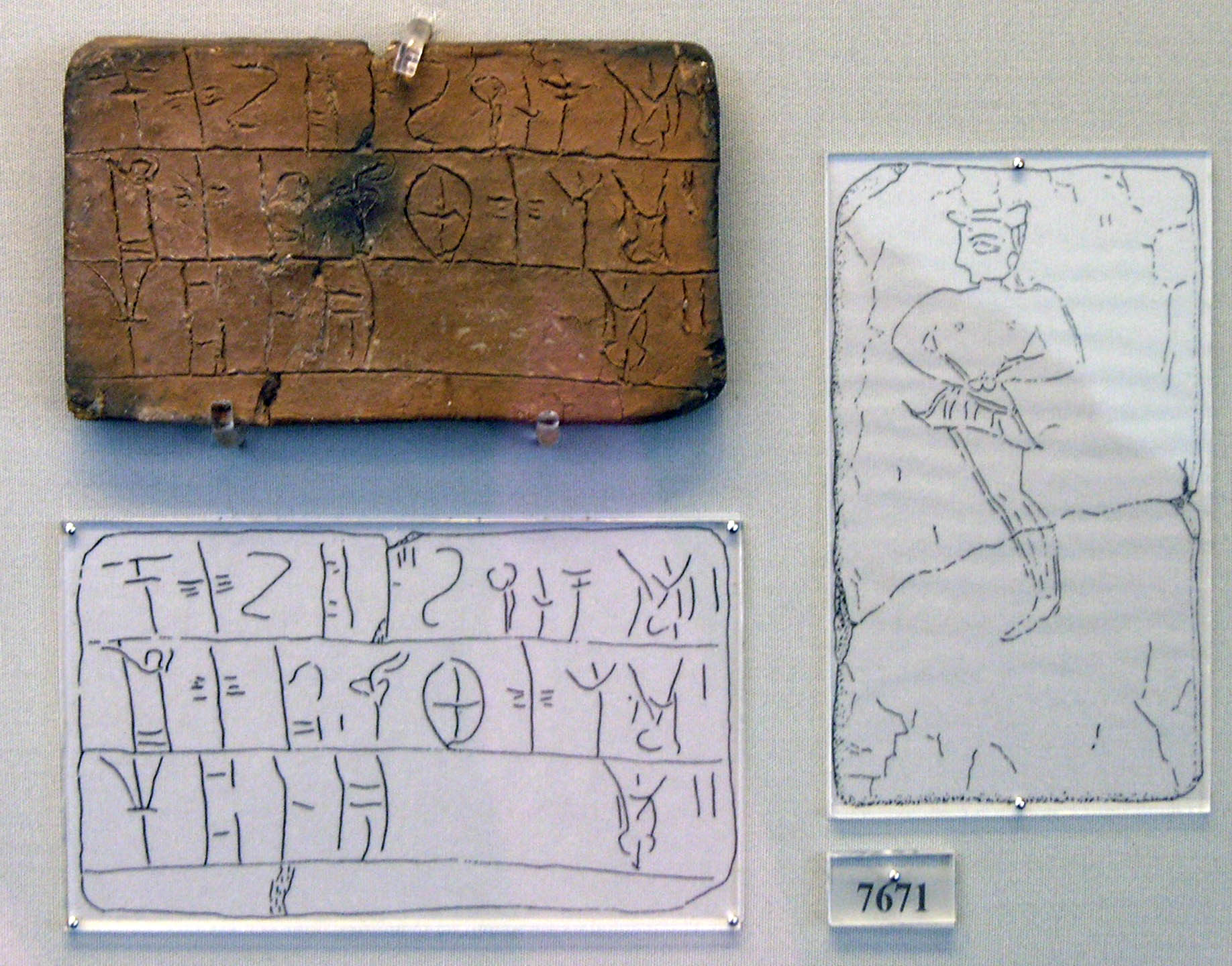
ミケーネ文明の線文字Bの粘土板

ポリスが成立する前、紀元前16世紀から紀元前12世紀にかけてのミケーネ文明では、経済活動を記録するために線文字Bが使われた。粘土板にはさまざまな物資の種類や数量が書かれており、衣食住や奴隷、武器、神々への奉納などが宮殿で管理されていた。ポリス成立後のアテナイでは、国庫をデロス島の神殿に保管し、官僚が会計報告を作成し、身分の低い市民や奴隷が帳簿係に雇われた。神官にも会計報告の義務があり、贈答品も含めて報告した。アテナイの市民は、国家の債務を返済しなければ国外への移動、神殿への献納、遺言状の作成ができなかった。
ローマ

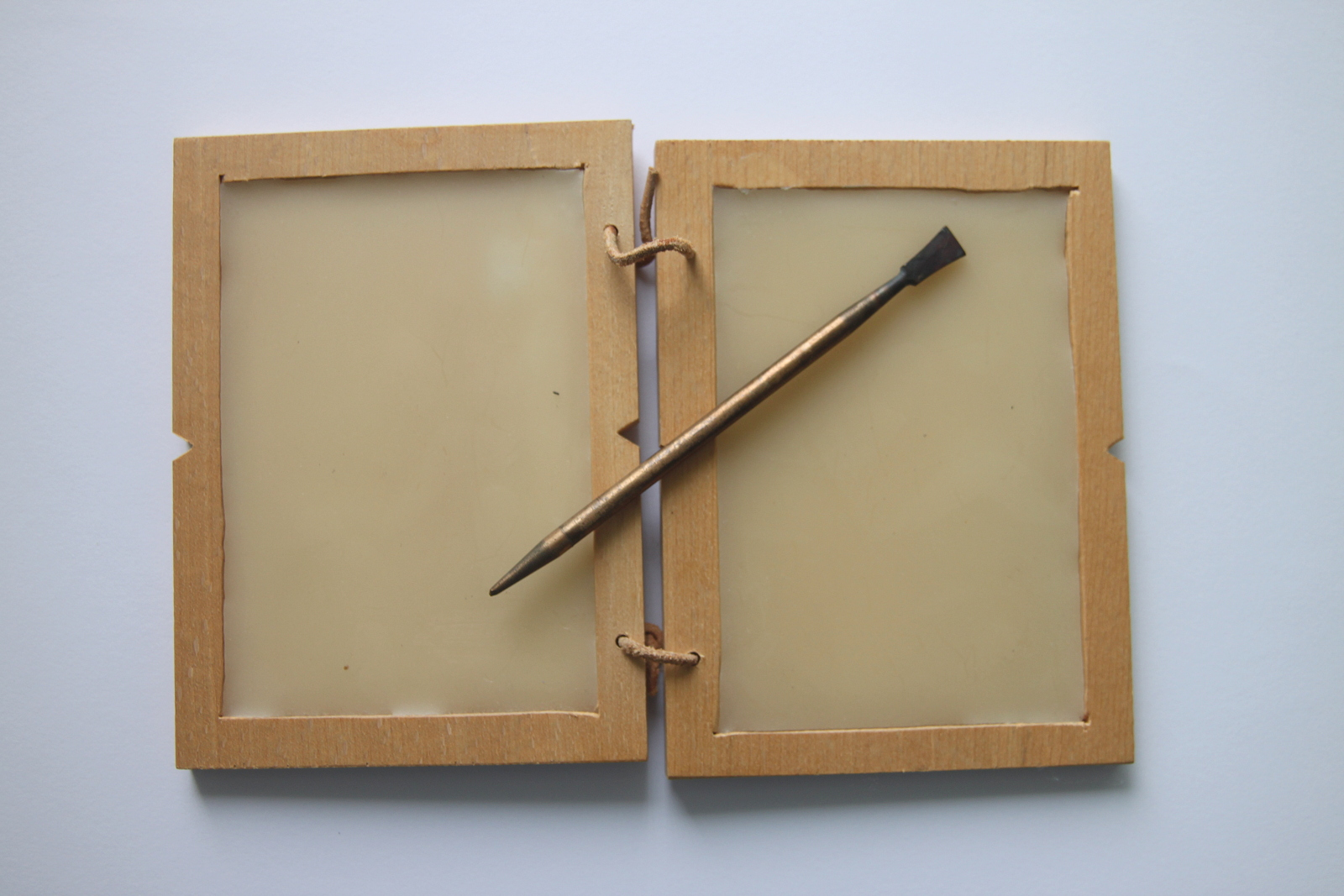
古代ローマの蝋板と尖筆

共和政時代と初期の帝政では、クァエストルと呼ばれる財務官が存在した。ローマの国有財産はサートゥルヌス神殿に保管され、アエラリウムすなわち国庫とも呼ばれた。国庫の書記官が出納を記録し、国家の債務、軍、州の収支は別の台帳に記録された。政府の会計はタブラリウムと呼ばれる公文書館で行われた。
初代ローマ皇帝のアウグストゥスは会計記録を整備し、現在では「皇帝の帳簿」と呼ばれている。個人用の帳簿には帝国の財政、軍の収支、建設工事の資金繰り、手元現金などが記録されていた。この帳簿は計画の他に、自らの業績を伝える「神君アウグストゥスの業績録」などの宣伝にも活用された。貴族は、自らが商業活動をすると選挙権などが剥奪される仕組みになっていた。それを逃れるために、支配地域の商人や知識人を奴隷として商業に従事させた。奴隷は貴族の資産を管理し、貴族は奴隷に記録を残すように命じた。
ローマの徴税人だったマタイは、イエスの召命に応えてキリスト教に改宗して十二使徒となった。マタイはのちに会計士、銀行家、税吏の守護聖人となった。

## 中世

### アジア・アフリカ
イスラーム世界
アッバース朝は、文書行政や財政管理のためにアラビア語の書記術を確立し、財務書記や財務官に算術や帳簿術・会計術を伝える内容をそろえた。書記術はイスラームの伝播にともなって各地に伝わり、ペルシアではペルシア語による文書・財務の指南書として発達した。これがイラン式簿記術として確立され、オスマン帝国に普及していった。イスラームの文書・財務の指南書はペルシアを通じて中央アジアや南アジアにも伝わり、イラン式簿記術がイスラーム政権で用いられた。
イスラームにはワクフと呼ばれる寄進制度があり、寄進されたワクフ財は公共目的にあてられてカーディーらが監督した。所有権を放棄されたワクフ財は寄進ごとに一つの組織として扱われ、私有財産や国家、特定の宗教の財産とは別個だった。会計では収入がワクフ財源・前期繰越金、支出が手当・諸経費・修理費などになる。ワクフの種類には住宅、公共施設、農地、商業不動産の他に、利子で運用する現金もあり、インフラの維持に役立ちつつ善行のための資金調達という役割を果たした。ワクフは12世紀から増加し、特に14世紀のペストによる人口減少の影響で急増した。
古代にインドから伝わった記数法は、10世紀には一般にも普及していた。さらに、インド・アラビア数字としてイスラーム世界を通してヨーロッパに伝わるようになる。イベリア半島のアンダルスのウマイヤ朝や、アフリカのムワッヒド朝が入り口となった。
東アジア
中国では、単一の記録として始まった流水帳から三脚帳法が考案された。これは現金収支のある取引は現金の相手方勘定だけ一つ記録し、現金収支のない取引は内容を示す双方の勘定に二つ記録するので、一つと二つの要素を合わせて三脚と呼ぶ。三脚帳法の営業損益は半年または1年ごとに決算を行うことが多く、毎月決算をする者もいた。
宋において流水帳が進展し、財物の類別総括計算と明細分類計算を行うようになった。授受の時に草流に記録し、これを官庁の各部門で区分・整理して総括分類帳（細流）に入・出・残余を記録し、上位部門は報告をもとに再整理して総青帳に記録した。モンゴル帝国が中国を統一して元となると、モンゴル時代から協力してきたムスリムやウイグル商人が宮廷に参入した。ムスリムが財務官僚として活動し、オルトクと呼ばれる特権商人は王族から資金を預かって貿易などに投資した。漢人やキリスト教徒もオルトクに加わった。
日本における最古の商業帳簿は、現在の質屋にあたる土倉の債権簿とされる。土倉の帳簿は、日記または日記帳という名称で記録されていた。平安期以降の荘園には年貢散用状と呼ばれる決算報告書があり、散用状を作成するために日記の覚書が使われた。戦国時代の末には日記が貸付簿としても使われており、伊勢神宮の御師である宮後三頭大夫の『国々御道者日記』によれば、日記は初穂料の受取・貸付・為替の受払などを記録する金銭出納簿でもあった。御師は参詣者への宿泊の手配や貸付も行っており、この日記を日本最古の商業帳簿とする説もある。種々の取引を記録していた日記は、やがて近世に大福帳、仕入帳、売帳、買帳など目的別に作成されるようになった。

### アメリカ
南アメリカ

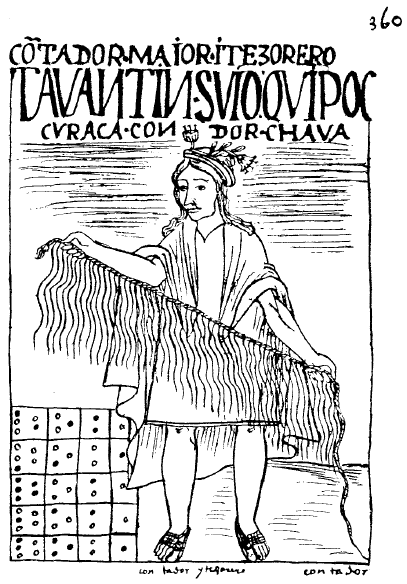
キープを使うインカの役人（キープカマヨック）。左下にあるのは計算具のユパナ。

インカ帝国の行政は入れ子状の階層構造になっており、王の側近には秘書、筆頭会計、出納係がいて財産管理にあたり、各地方にも会計係と出納係が置かれた。インカ帝国ではキープと呼ばれる縄の道具を記録や行政管理に用いていた。キープは色や太さが異なる紐を結んで作られ、色や結び目によって数を表現した。キープは10進法で位取りも行われており、帳簿に数字を記録することと同様の機能を持った。農産物・家畜・人口・納税記録などの情報はキープによって記録され、キープカマヨック（キープ保持者）と呼ばれる官僚が管理した。計算にはユパナと呼ばれる道具が使われ、ユパナで集計した結果をキープに保存した。
インカの支配に抵抗し、スペインのインカ征服に協力した人々もいた。ペルー中央高原のワンカ族はスペイン国王に忠誠を誓い、フランシスコ・ピサロをはじめとするスペイン軍に人的・物的支援を行なった。スペイン側はこれを無償奉仕と解釈したが、ワンカ族は支援内容をキープに記録しており、1560年代にはスペインに対して協力の代価を請求した。

### ヨーロッパ
封建国家

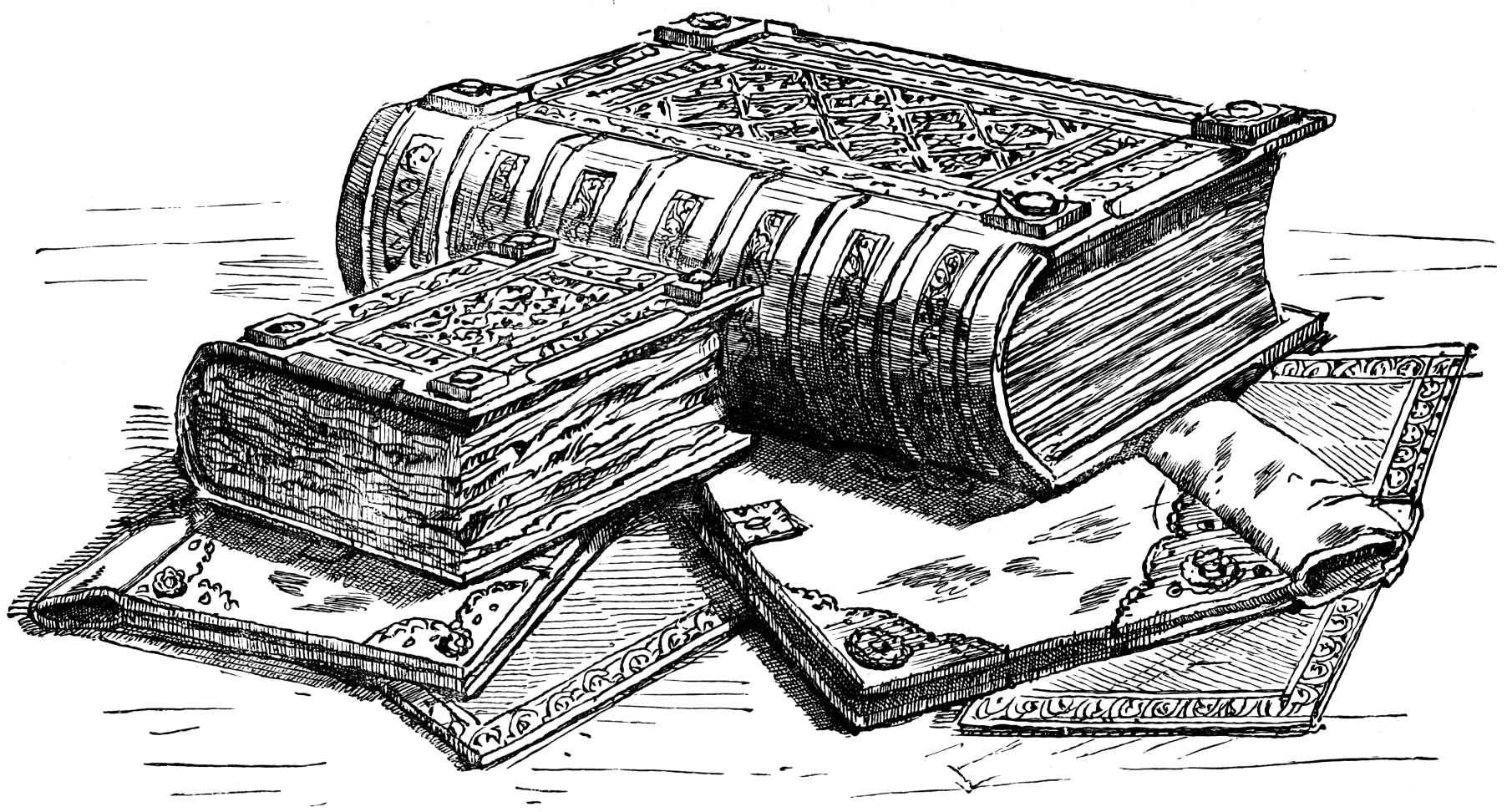
ドゥームズデイ・ブック

ローマ帝国の滅亡後、カトリック教会や修道会はローマ帝国から会計制度を引き継いだ。封建国家が形成されると、世代が続くにつれて所有関係が複雑化し、会計事務も増加した。ローマ皇帝のような会計記録の公開は、富裕な修道士会や一部の王族をのぞいて行われなかった。ノルマン・コンクエストによって成立したノルマン朝は、新しい制度を定め、世界初の土地登記簿と言われるドゥームズデイ・ブック（1086年）を作成した。大蔵省は収支簿を作成して財政記録を整備し、羊皮紙をパイプ状に巻いてあるためにパイプ・ロールと呼ばれた。
中世イギリスの会計書は、(1) 公的（国王・領主）、(2) 私的（商業組織・ギルド・貴族・市民）、(3) 教会、(4) 慈善組織の4種類に分かれていた。国王は、領主に土地や労働者の管理権限を与えて委託した。領主の荘園は、荘園執事が領主の代理人として管理した。代理人（受託者）は、領主（委託者）に荘園の状態を報告するための会計を記録した。これは代理人会計と呼ばれる。荘園の会計は地代表と現金帳に大きく分かれ、地代表に収入を記録し、現金帳に取引を記録した。
キリスト教においては利子（ウスラ、リバー）が禁止されており、商人は利子とみなされないように取引や投資を行って利益を得たが、会計慣行の多くは教会法に違反していた。そのため中世キリスト教徒の商人の帳簿には、神に記録を開示する告解という側面もあった。
表記法と計算具の変化
ローマ数字は、簿記の計算に必要なゼロや位取りを表記する際に不便だった。ピサ共和国の数学者で商人でもあったレオナルド・フィボナッチが『算盤の書』（1202年）を発表すると、ゼロの概念、位取り、10進法などをもつインド・アラビア数字がヨーロッパに普及していった。13世紀から14世紀にかけてのイタリア諸都市の帳簿にはローマ数字とアラビア数字が混在しており、一般に普及したのは15世紀後半から16世紀となる。同時代には計算用具のアバカスも普及し、アラビア数字とアバカスによって計算や記帳がより簡便になっていった。
複式簿記の形成

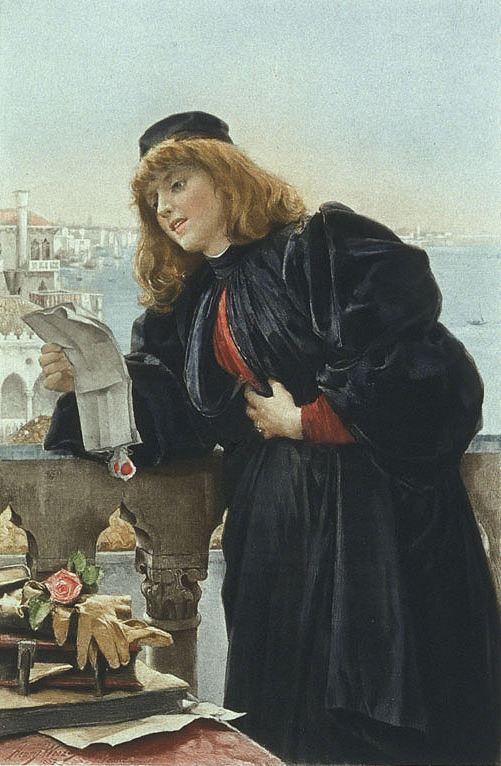
ヘンリー・ウッズ『ポーシャ』（1887年） 『ヴェニスの商人』の登場人物。

複式簿記の起源について、有力なものが13世紀末期から14世紀初頭のイタリア説である。イタリアの都市国家において、以下のような段階をへて複式簿記が生成されたといわれる。
(1) 12世紀の共同組合と会計実務：
12世紀からフィレンツェ、ヴェネツィア、ジェノヴァなどの都市国家が地中海の貿易で栄えた。当時の海上貿易は難破や海賊のリスクが高く、商人はリスクを分散するために航海や商品ごとに共同組合を作った。共同出資の契約のために公証人が働き、識字率が高くなかったため公証人が会計実務も行った。やがて商人の識字率が上がり、自分で帳簿をつける商人も増えた。
イタリア諸都市は、十字軍への貸付をきっかけに北方のヨーロッパ各地に進出した。十字軍のテンプル騎士団は遠征費のためにイタリア商人と取引をしており、テンプル騎士団の帳簿は現金管理に加えて振替も行なっていたとされる。
(2) 13世紀のコンパーニアとビランチオの生成：
海上貿易の増加でヨーロッパ各地の陸上貿易も活発になると、共同組合は次第に長期化し、フィレンツェを中心にコンパーニアと呼ばれる貿易商・両替商・銀行の組織が結成された。コンパーニアのメンバーで利益の計算と分配をするために損益計算が求められ、ビランチオと呼ばれる財務表が作られた。現存する最古の勘定記録は1211年のもので、フィレンツェの銀行家がボローニャのサン・ブロコリ定期市で書いた元帳勘定になる。
(3) 14世紀前半のコンパーニアの多拠点化と多帳簿記帳実務：
コンパーニアが拡大を続け、ヨーロッパ各地の駐在人も増加する。三大商会であるバルディ、ペルッツィ、アッチャイウォーリは各地の店舗と代理店契約を結んだ。大規模な商会や銀行は遠隔地に支店を持ち、支店の責任者は本店に経営と財務を報告する説明責任を果たした。組織の大規模化によって、業務ごとに帳簿が作られるようになり、基礎帳簿、補助帳簿、最終帳簿という細分化も進んだ。最終帳簿の中には、各帳簿を集計した秘密帳簿があった。企業全体の損益勘定を総括した最初期のものとして、フィレンツェのコルビッチ商会の帳簿がある。
(4) 14世紀末の独立拠点と複式簿記の要件を満たす実務：
大規模化した商業組織は、全ての会計実務を各地の支店に任せるようになり、報告のための会計実務が広まった。支店が1年ごとに帳簿を区切って決算報告書を作成する体系が整うと、収益勘定と費用勘定で計算する利益と、ビランチオで計算する利益を一致できるようになり、複式簿記の原理も整った。やがてフィレンツェとヴェネツィアの簿記方式が統合され、損益計算で総括損益を定期的に計算するようになり、毎年の期間損益計算が確立されていった。特に膨大な数の複雑な取引が行われる銀行業務では、複式簿記は必須となった。
(5) 15世紀の持株会社形態の組織と複式簿記の運用：
メディチ銀行は、支店と本店を別々のコンパーニアとして、各支店の出資比率は本店が過半数を持って支配した。各支店では帳簿を1年ごとに締め切って決算報告書を作成し、本店では支店ごとの利益を計算して出資者間で分配した。これは現在の連結決算にも類似した方法であり、複式簿記がこの時点で確立されていた。フィレンツェでは、1427年に国の税務監査のために簿記の維持が義務となり、商人は監査に見せる公式の帳簿と、日記を兼ねた自分用の秘密帳簿を使い分けた。
複式簿記は法廷でも重要となった。金銭にまつわる紛争では複式簿記の元帳も法的文書として認められ、帳簿に不備のないことが勝敗に影響した。
複式簿記の理論化
複式簿記を最初に体系化・理論化したのは、数学者ルカ・パチョーリの数学書『スムマ（算術、幾何、比および比例に関する全集）』であるとされる。1494年にヴェネツィアで出版され、複式簿記については第1部・第9編・論説11で26ページにわたって書かれている。『スムマ』の損益計算は、継続的な帳簿記録をもとに期間で区切る総括損益計算であり、ヴェネツィア式簿記とフィレンツェ式簿記の混合だった。
なお、『スムマ』よりも先に脱稿していた簿記論としてベネデット・コトルリの『商業と完全な商人』があるが、コトルリの著書が出版されたのは『スムマ』よりも後の1573年だった。コトルリは、初めて複式簿記 (dupple partite) という言葉を使ったことでも知られる。
決済システムの形成
中世では貴金属含有率に差のある貨幣が複数流通していたため、特に遠距離交易の会計実務で問題となった。そこで13世紀頃からイタリアでは、取引額を帳簿に記録するときには計算用の貨幣単位に換算するようになった。勘定記録の本文には受領した貨幣の額を書き、金額欄には計算用の貨幣単位を書いた。抽象的な計算貨幣によって、為替手形の建値も定められるようになる。こうして複式簿記・商業組織・為替手形・計算貨幣による信用決済が確立されていった。

## 近世・近代

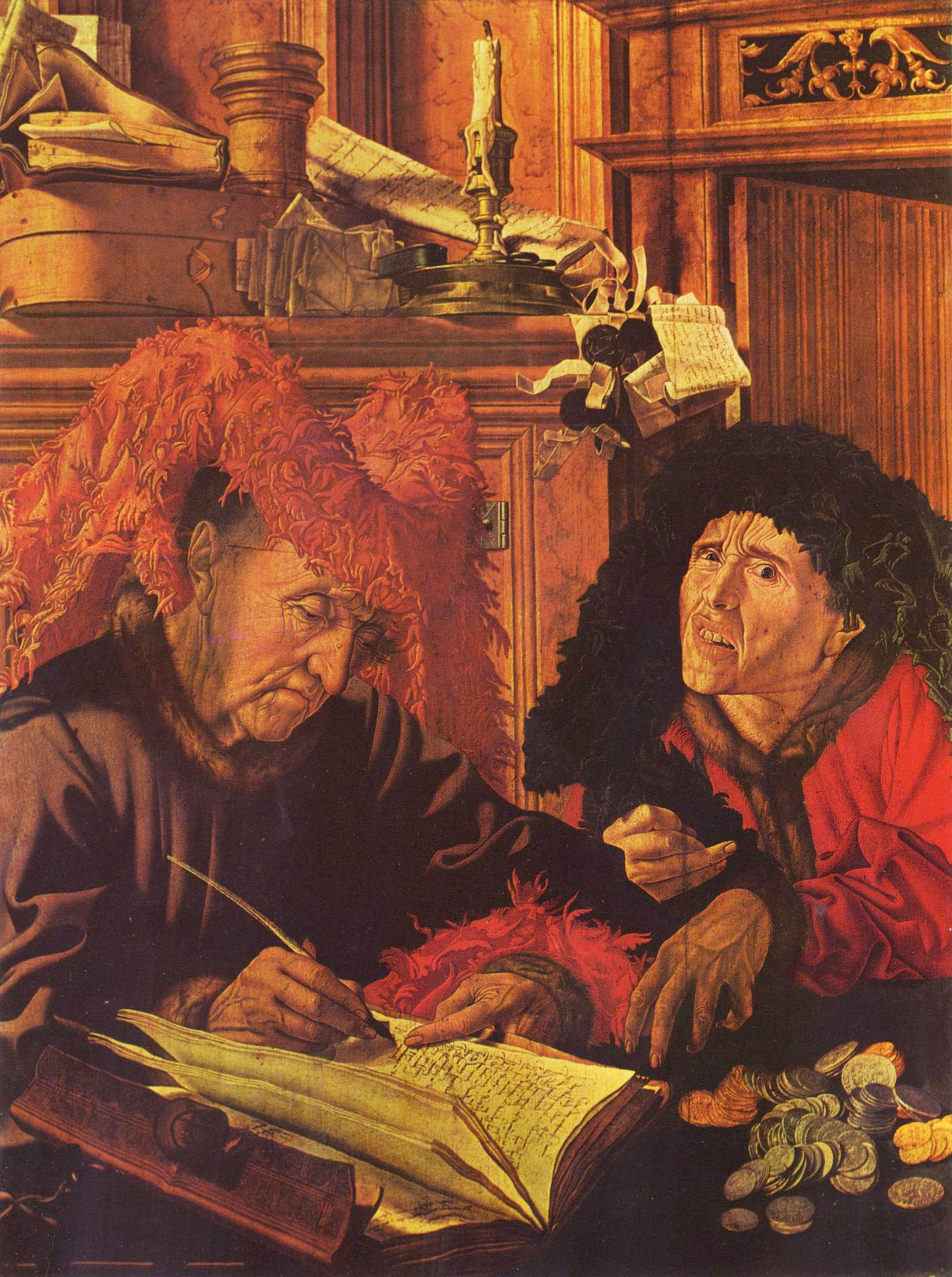
マリヌス・ファン・レイメルスワーレ『収税人たち』（1540年）。収税人の欲望や帳簿の不正の暗喩であり、会計を風刺した最初の絵画ともいわれる。

### ヨーロッパ・アメリカ
パチョーリ『スムマ』の簿記法は「イタリア式簿記法」とも呼ばれ、ヨーロッパ各地に伝わった。16世紀のフランス、スペイン、オランダにはヤン・インピンによる『スムマ』の翻訳から伝わり、ドイツはマンゾーニの著作から伝わった。17世紀にはオランダが先進国だったためオランダから各地に伝わった。
各地における最初の複式簿記書の出版年を見ると、イタリア1494年（『スムマ』）、ドイツ1518年、フランス・オランダ1543年（インピンによる『スムマ』翻訳）、イギリス1547年（インピン『新しい手引き』翻訳）、スペイン・ポルトガル1590年、スウェーデン1646年、デンマーク1673年、ノルウェー1692年となる。ヨーロッパでは、帳簿が真実であることを神に誓う証として、元帳に十字架が書かれていた。この習慣は16世紀後半から17世紀まで続いた。
フランドル・オランダ
フランドルには定住商人が多く、期間損益計算の普及が進んだ。フランドルの都市ブリュージュは14世紀から15世紀にかけて繁栄し、当時の記録として両替商ウィレム・ルウェールの元帳や、コラール・ド・マルクの会計帳簿がある。ブリュージュには女性の両替商の活動もあり、ルウェールの死後に妻が自分の資産で両替商をした記録がある。16世紀にはブリュージュからアントウェルペンへと経済の中心が移り、織物商ヤン・インピンは、初のオランダ語の簿記書として『新しい手引き』（1543年）を出版した。『新しい手引き』は年次決算を説いた最初の簿記書とされる。17世紀にはオランダが繁栄し、それまでの組合的な組織とは異なる企業としてオランダ東インド会社（VOC）が1602年に設立された。VOCの会計は1会社2会計システムで、本国においては旧来の簿記を使い、支店では複式簿記を採用して年次報告を行った。会社全体を見る簿記は存在せず、決算は10年単位で非公開制だった。VOCはオランダとアジアの2元体制だったため、アジア取引を統括したバタヴィアが実質上の本社的業務を行い、アムステルダムはアジアで仕入れた商品の販売が主体だった。VOCは会計部門を改革しつつ、その後も200年近く続いてゆく。
数学者のシモン・ステヴィンは『数学覚書（Wiskonstighe Ghedachtenissen）』（1605年-1608年）を出版し、複式簿記について150ページほど書いている。『数学覚書』では年次決算や精算表を説いている他、資本金勘定は期首資本と利益に分けて表示されており、貸借対照表に類似している。ステヴィンの簿記論はそれまでと異なり、国家の財政に複式簿記を使うことを目的としていた。『数学覚書』には「王侯簿記」という論考があり、領土簿記と特別財政簿記について書かれている。領土簿記は商業帳簿と同じく仕訳帳と元帳からなり、仕訳帳は債権・債務・対象年に発生した取引の3つに分かれている。ステヴィンは王侯簿記をオランダ総督のマウリッツに献呈しており、複式簿記導入の動機として、(1) マウリッツの財産管理人や会計官が何年も決算を行わなかった、(2) 運用可能な資金管理ができていなかった、(3) 会計官が資金を私物化していた、(4) 財政再建の必要があった、などがあった。
ドイツ・スカンジナビア

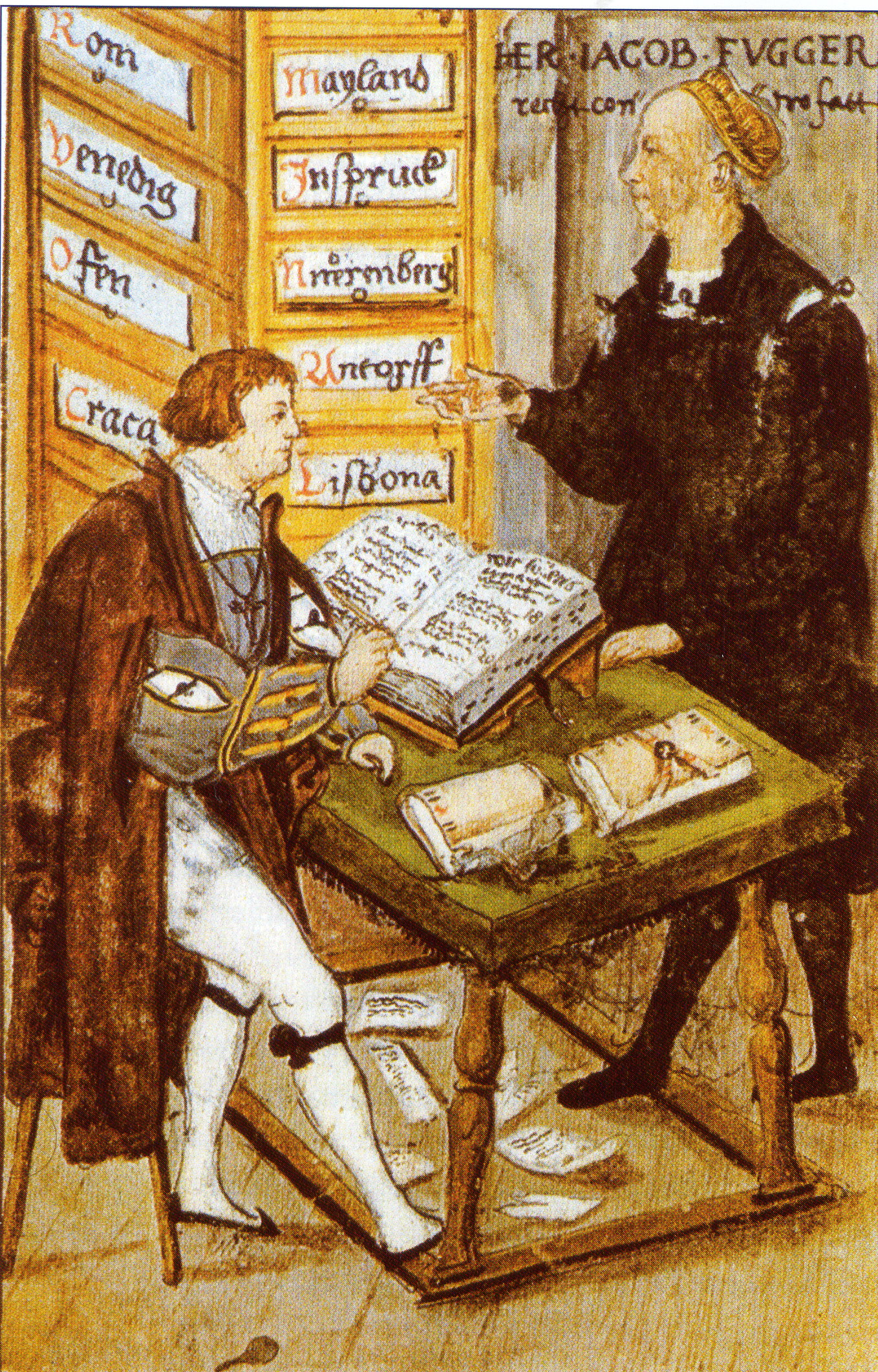
ヤーコプ・フッガーとフッガー家の会計主任であるシュヴァルツ。ともにヴェネツィアで簿記を学んだ。

15世紀に南ドイツの都市がヴェネツィアと貿易を行い、ニュルンベルクの商人がヴェネツィアから複式簿記を持ち込んだ。ヤーコプ・フッガーや、フッガーの会計主任になるマッティウス・シュヴァルツはヴェネツィアで複式簿記を学び、この技術がフッガー家の繁栄の一因となる。ドイツ人による簿記書は、1518年のハインリッヒ・シュライバーや1531年のヨハン・ゴットリーが最初期となる。これらは商品元帳を有する人名勘定元帳について書かれており、『スムマ』の影響を受けていない点に特徴がある。これらの簿記書ののちに複式簿記の移入が進んだ。
ドイツの簿記書は、デンマークやスウェーデンでも出版された。スカンジナビアでは、ハンザの商人を中心とするドイツとの貿易を通して複式簿記が移入された。ドイツ語の簿記書が読まれ、のちに簡略版や独自の簿記書が出版された。
スペイン・ポルトガル
スペインでは、通商院がアメリカ大陸の植民地との貿易を管理した。通商院は複式簿記を理解するセビリアの商人が運営しており、物流・出納・会計の三部門でそれぞれ責任者が監督に当たった。借方・貸方帳で記帳を行ない、記帳する際には3人の主任の署名を必要として不正を防止した。カルロス1世は1552年に全ての帳簿を複式簿記にするよう勅令を出し、帝国全体の会計を管理する主計官を定めた。しかし財政の改革にはならず、負債は増え続けた。フェリペ2世の財務長官フアン・デ・オヴァンドや、通商院経験のある商人ペドロ・ルイス・デ・トレグロサらが改革に着手したが、失敗に終わった。スペイン最初の複式簿記書は、1590年のバルトロメオ・ソロルザーノの著書になる。ポルトガルでの最初の簿記書は、ソロルザーノの著書をもとに出版された。
フランス
インピンによる『スムマ』のフランス語訳によって、1543年にフランスに複式簿記が伝わった。フランス人初の複式簿記書は、1567年にピエール・サボンヌがアントウェルペンで出版した。ルイ14世の財務総監だったジャン＝バティスト・コルベールは、重商主義政策の一環として商事王令（1673年）を制定した。この勅令は、起草の中心人物ジャック・サヴァリの名を取ってサヴァリ法典とも呼ばれる。商事王令は世界初の成文法の商法であり、近代的な商法の原型となり、その後の商法で商業帳簿が制度化された。サヴァリは、商事王令の解説書として『完全な商人』（1675年）を書き、経営の規模で簿記を4つに分類して解説した。『完全な商人』は独、蘭、伊、英語に翻訳された。商事王令の内容は、のちのナポレオン商法（1807年）に引き継がれた。
フランスはルイ15世の時代に政府が破産状態になり、ジョセフ・パリ・デュヴェルネをはじめとする金融家のパリ兄弟が財政改革に取り組んだ。パリ兄弟は商人や実業家の会計が国家にも活用されることを望み、徴税人への複式簿記の義務化などを提案したが、理解を得られず失敗した。ヴァンサン・ド・グルネーやジャック・テュルゴーらの重農主義者は会計専門家でもあったが、その著作は公会計には寄与しなかった。
ロシア
ピョートル1世の時代（1682年から1725年）にフランスの制度をもとにして会計制度の整備が始まり、国家の歳入・歳出を監視する役所が1699年に設置されて役人としての会計士制度が成立した。1716年に会計法規が公布され、1722年にロシア初の簿記係が誕生し、1740年には貸借対照表が商人に義務付けられて商業帳簿も普及していった。
イギリス

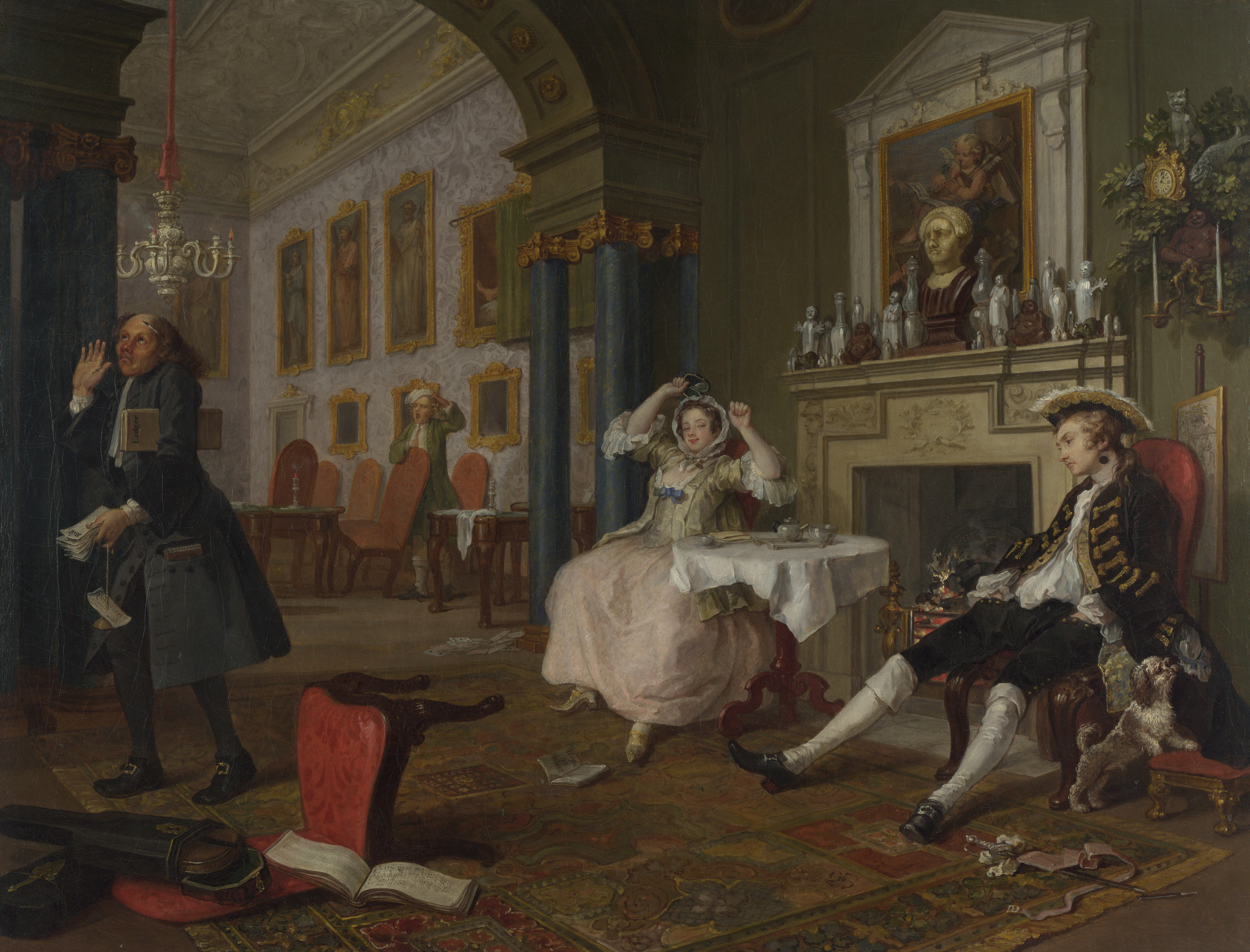
ウィリアム・ホガース『当世風結婚』（1743年頃）。執事が領収書と帳簿を持っているが、会計は夫婦に無視されている。

イギリスに複式簿記が導入されたのは、ロンバード・ストリートで商業や金融業を営んでいたイタリア商人からか、海外に住んでいたイギリス商人からと推測されている。イギリスで最初の簿記書は、ヒュー・オールドカッスルの『有益なる論文』（1543年）であると言われているが、現存していない。続いて出版されたのはヤン・インピン『新しい手引き』の英語版（1547年）だった。ジェイムズ・ピールやジョン・ウェディングトンはイタリア簿記の系統で初心者向けの本を出し、引き継がれていった。イギリス商人が複式簿記を使っていた最古の例は、トマス・グレシャムの仕訳帳（1546年-1552年）となる。
17世紀に入ると、オランダに対抗するためにイギリス東インド会社を1600年に設立する。設立当初は航海ごとに組合を組織していたが、1662年にはイギリス初の株式会社となり、会計には会計担当・監査担当・理事会監査が定められ、世界初の株主総会をする会社となった。1664年に複式簿記が導入されて定期的な財務報告もあり、現在の株式会社に通じる制度が作られていった。
英語の予算（budget）という語は、古フランス語の bourgette を由来とする。この語は小さなカバン、または書類を入れる小袋を指していた。イギリスでは大蔵大臣がカバン（budget）から書類を出して議会に予算を説明し、書類が入っているカバンが予算の書類そのものを指すようになり、18世紀に定着した。
単式簿記
18世紀のイギリスでは、教育のための実用書が数多く出版され、商人の子弟を対象とした簿記の教科書もアカデミーやグラマー・スクールで読まれた。しかし伝統的な複式簿記（イタリア式簿記）は、小売店の商人にとって複雑すぎるという不満があった。この不満に応えるために、『ロビンソン・クルーソー』の作者でもあるダニエル・デフォーは、経営入門書『完全なるイギリス商人』で簡便な簿記を提案した。数学者のチャールズ・ハットンは、デフォーの提案を単式記帳（single entry）と呼んで体系化した。これが現在は単式簿記と呼ばれるものの発祥で、イギリスやアメリカの小売商に広まり、明治期には日本にも伝わった。ただし単式簿記の記帳は貸借二重記帳なので単式ではなく、実際には複式簿記の簡便化に属する。このため訳語としては、単純簿記、簡易簿記、略式簿記などがより正確である。
植民地
大航海時代以後、ヨーロッパがアメリカやアフリカなど世界各地で植民地化を進めて、植民地には本国の会計制度が移入された。本国の簿記書が植民地で用いられ、アメリカ植民地ではジョン・メイヤーの『組織的簿記』（1736年）が読まれて図書館にも多数の蔵書があった。アメリカ植民地ではベンジャミン・フランクリンらの努力もあって簿記が急速に普及した。
アメリカ合衆国の独立後は1789年に連邦政府会計が制定され、支払命令書と単式簿記による公会計が始まった。現金主義だったために不完全な会計実務が問題とされ、複式簿記の導入となる。さらに、1903年以降に都市会計統一化会議が開催されて会計基準が統一されていった。

### 産業革命

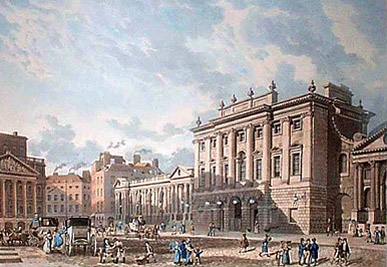
1816年のイングランド銀行と王立証券取引所。イングランド銀行は早くから貸借対照表を使っていた。

産業革命によって企業数が増えるにつれ、破産も増加した。株式会社は大規模化し、破産や監査を業務とする会計士が増加し、会計士の専門化と社会的認知が進んだ。会計士の考察によって、会計学の理論も進展した。
貸借対照表
初期の複式簿記は少人数の組合員や組織によるものだったが、大規模な株式会社が成立すると株主も大人数となり、株主に成果を開示するためにストックとフローを要約した表を作成するようになった。これが貸借対照表と損益計算書である。最初期の貸借対照表には、イギリス東インド会社とイングランド銀行のものがある。
発生主義と減価償却
費用・収益の計上基準としては、現金主義と発生主義があり、現金主義→半発生主義→発生主義と発展してきたとされる。現金主義は、現金の収支によって費用や収益を計上する。発生主義は、経済価値が費消した事実が発生したときに費用や収益を計上する。現金主義と発生主義は、歴史的には経済状況や生産構造の違いによって選択されており、中世イタリアの初期の複式簿記でも発生主義で作成されているものがあるという説もある。産業革命期のイギリスでは一般企業は発生主義、鉄道や運河などは現金主義であった。鉄道業においても、1838年にはThe London and Birmingham 鉄道が減価償却を導入し、1840年代・1850年代には鉄道業でも発生主義への転換が進んだ。。アメリカ連邦所得課税制度は損益計算の理論に極めて重要な影響を有したが、課税所得計算においても1913年以降に現金主義から発生主義への転換が行われ、1920年代以降には判例においても発生主義の確立が進んだ。
減価償却は鉄道事業によって広まった。購入した蒸気機関車は使用や時間によって価値が減少するため、帳簿価格と現在価値の差を評価する方法として活用された。それまでにも船舶、農場、工場の評価替えは行われていたが、イギリスの技術者ユーウィング・マティスンが著書『工場の減価償却と評価』（1884年）で定期的な減価償却を提案して体系化した。
損益計算書

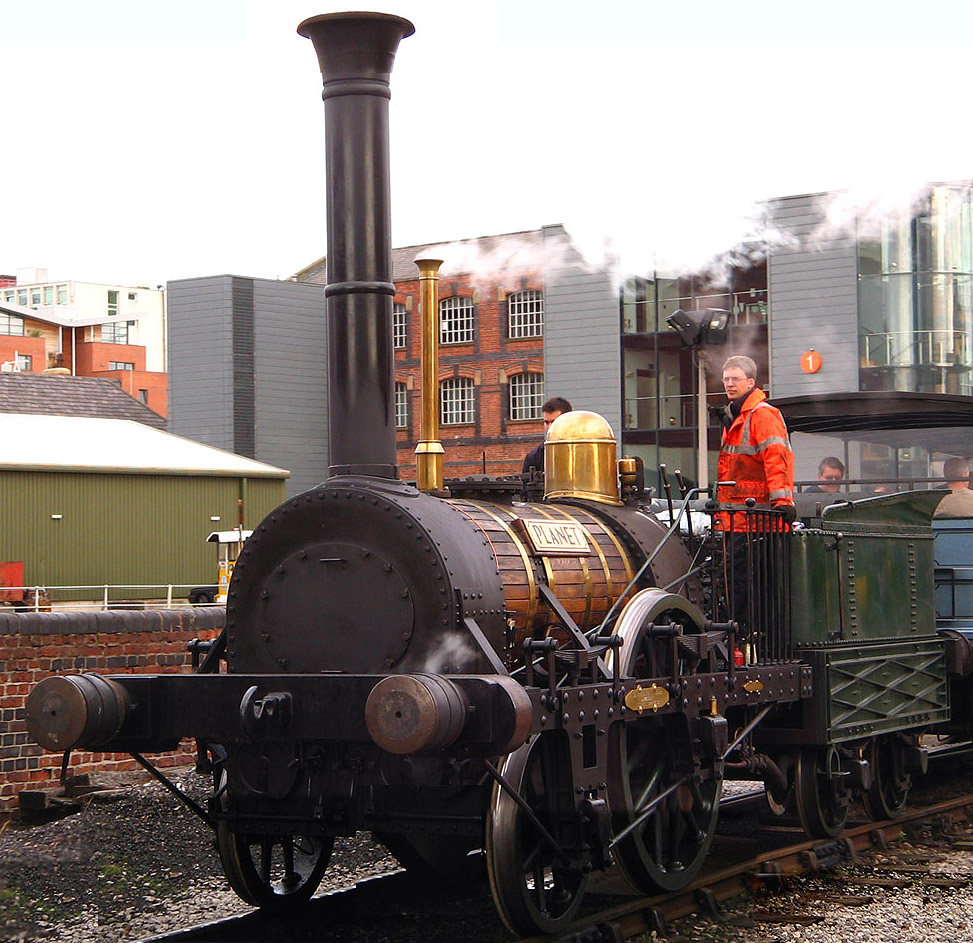
リバプール・マンチェスター鉄道のプラネット号のレプリカ。鉄道業は減価償却や損益計算書で先駆となった。

はじめに損益計算への必要性が高まった業種は、鉄道業だった。鉄道会社の特徴として、(1) それまでの企業に比べて従業員・物資・資金が多かった点、(2) 広い地域に分散した常勤の経営管理者が必要だった点、(3) 遠距離の大量輸送を毎日行っていた点がある。これらの要求に応えるために経営管理組織と専門的訓練を受けた経営者が必要となった。鉄道会社によって収益勘定表が作成されるようになり、これが損益計算書の原型となった。
連結会計
最初期の連結会計はアメリカの鉄道業で行われ、その後に製造業に広まった。確認できる最古の連結財務諸表は1870年代に確認されている。当初は報告の形式もさまざまであり、(1) 親会社・子会社の貸借対照表を合算、(2) 資本連結なき資産連結、(3) 重複分の控除、という段階をへて現在の形に近づいたと推測される。アメリカの鉄道業で連結会計が先行した理由として、会社法が州単位に分かれているので持株会社で解決した点もある。さらに1893年恐慌によって鉄道会社の倒産が相次ぎ、ジョン・モルガンのモルガン商会をはじめとする金融資本への連結が行われた。モルガン商会は鉄道業での成功を機に他の産業でも連結会計を活用し、巨大な資本を得てゆく。連結会計は20世紀にかけて国際的に広まっていった。

### アジア・アフリカ
中国

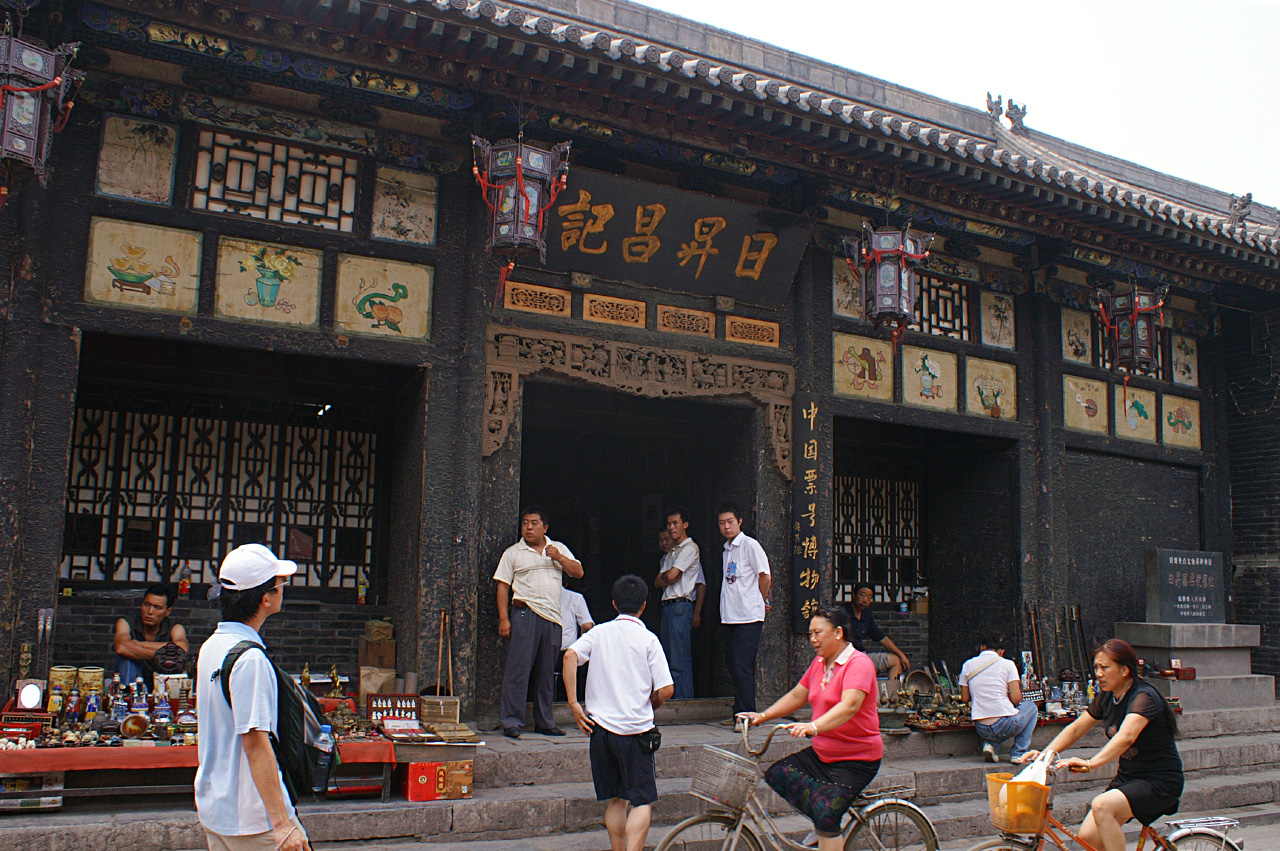
山西省平遥古城内の日昇昌票号の旧跡。票号は銀行にあたる金融機関。

明、清の時代に商工業が急速に発展し、会計も変化する。現在の銀行にあたる銭荘や票号と呼ばれる金融機関は財物や金銭の管理をしていたため帳簿が発達し、該項（負債・資本）と存項（資産）の区別や、帳簿組織の細分化が進んだ。明清交替の時代には、龍門帳と呼ばれる方法が思想家の傅山によって考案された。龍門帳は単式記帳法や三脚帳法と異なり、総青を4項目の勘定口座に記録する。これによって項目別の計算が可能になり、勘定科目別の計算、決算、決算報告書の作成が容易になった。龍門帳は複式簿記としての特徴をそなえたともいわれる。18世紀中頃の乾隆期から嘉慶期にかけては、四脚帳法が考案された。上方には収（来帳）を記入し、下方には付（去帳）を記入する。上方（天）と下方（地）が均衡すれば記録が正確なことになるので、天地合帳とも呼ばれた。
貿易面では、19世紀前半までの広東貿易体制において帳簿振替で決済した。これは当事者間の相対決済で金融機関の介在が不要であり、帳尻の部分だけを資金移動した。清の時代には華僑と呼ばれる海外の中国系人口が急増し、この方法が使われた。
1840年のアヘン戦争以後は欧米の進出が始まり、鉄道や電信の事業とともに業務管理のために欧米式の複式簿記が紹介される。中国の記帳法には、指導や教育に使える書籍がなく、統一性に欠けていた。海外赴任の経験者である蔡錫勇は、中国の記帳法を欧米の貸借複式簿記に組み入れる方法を考え、『連環帳譜』（1905年）を出版する。この本が、中国初の民間向けの簿記書となった。謝霖と孟森は、日本で欧米式簿記を学習し、『銀行簿記學』（1907年）を発表して中国に広めた。最初に複式簿記を導入した中国系企業は、1908年の大清銀行となった。
日本
江戸幕府は財政管理を勘定所で行い、統轄をする勘定頭は元禄時代以降に勘定奉行と呼ばれるようになった。勘定所では勘定、勘定吟味役、御金奉行、御蔵奉行、切米手形改役などの役人が働いた。日記や日記帳と呼ばれていた商業帳簿は、近世には大福帳（売掛帳）・金銀出入帳・売帳・判取帳・荷物渡帳など用途別に分かれた。各商家によって形式が異なり、独自の符丁を使っている場合も多い。大商家の帳簿には複式構造を持つものもあった。大福帳は江戸時代に成立した商業帳簿で、買帳、売帳、金銀出入帳などを統括し、売掛金や残高などを記録する得意先元帳としてよく使われた。最古の大福帳は、伊勢商人の冨山家の「足利帳」で、元和元年（1615年）の記述がある。計算具であるそろばんは、17世紀の中頃から末頃に庶民に普及し、元禄時代には商人の間で必須の道具となった。
和式会計の特徴として、多帳簿制収支簿記という簿記法がある。勘定口座を帳簿に書かずにそろばんで計算をして集計表を作成できるため、そろばん勘定が洋式簿の勘定口座と同様の機能を果たした。和式簿は入金欄と出勤欄を分けず、金額の頭に「入」か「出」を書いて加減を計算して残高を導くようになっている。明治期に洋式の複式簿記法が移入されたのちも、そろばんの計算は残った。江戸時代から、商家の他にも武家や農家で帳簿をつけていた。武家の帳簿は日記帳が主であり、農家では穀類や麺類の数量計算や、種籾・端境期の食糧についての貸付量計算を主としていた。
欧米の簿記は、明治政府成立の前後に移入が始まった。初めて洋式簿記を紹介したのは、福澤諭吉の『帳合之法』（1873年（明治6年））だった。福澤諭吉が1879年に創設した簿記講習所においても簿記教育が開始された。大蔵省や横須賀製鉄所で使用される他に、商家でも和式から洋式への切り替えが進んだ。明治政府は洋式簿記を重視し、明治10年代に簿記の教科書が多数出版された。中でも遠藤宗義編の『小學記簿法』は、家計簿について最初に教えた本であり、略式簿記の作成法が書いてあった。1908年には雑誌『婦人之友』が創刊され、同時期に羽仁もと子が家計簿を刊行して現在まで続くことになる。フランスの商事王令をもとにヨーロッパで作られた商法は明治期の日本に移入し、商業帳簿制度が1890年（明治23年）の旧商法、1899年（明治32年）の新商法で定められた。
朝鮮
朝鮮半島の最初期の商業簿記は、開城簿記や四介松都治簿法と呼ばれる。開城簿記の帳簿は、基礎帳簿と明細帳簿に大きく分かれる。基礎帳簿は、日々の記入簿と仕訳日記帳にあたる日記と、総勘定元帳にあたる長冊に大きく分かれる。決算は決算書・損益表の作成と元帳決算で行われる。実務では、日記帳で現金仕訳をして、それを貸借に分割して長冊に転記した。
オスマン帝国
オスマン帝国の財政は財務長官府を頂点として財務官僚に運営された。15世紀時点では20人程度と少数であり、15世紀から17世紀にかけての租税台帳の作成や官僚制度の整備にともなって増員された。租税台帳は各地の担税力を示す明細帳と、地域の徴税権が誰に分配されたかを示す簡易帳に分かれており、台帳作成官、書記、カーディーが作成した。19世紀に入ると、ヨーロッパ型の内務・外務・財務の省庁が組織された。
寄進制度であるワクフの利用は14世紀から16世紀にかけても増加し、オスマン時代には都市のインフラ維持に欠かせない制度となった。イスラーム法では女性の財産権が定められており、妻と夫の財産は区別されているので、財産をもつ女性はワクフを資産運用としても活用した。
アフリカ
アフリカでは、ヨーロッパ各国が奴隷貿易を行った。やがて奴隷貿易の禁止が進むと、ヨーロッパ各国はアフリカ分割によって植民地化して利益を得ようとした。植民地では、本国の会計制度をもとに経営が行われ、現地の伝統的な制度に変化をもたらした。
かつてのアフリカの無文字社会では、金融などで公平な記録の必要がある場合は壁に印をつけるなどの方法が取られた。ヨーロッパと取引をしたダホメ王国も無文字社会だったが、ヨーロッパ側の記録によれば精緻な官僚制度と正確な会計を整えていたとされる。人口統計は箱に小石を入れて記録し、性別や職業別の労働者数はシンボルをつけた袋で把握した。家畜の統計では、種類別のシンボルをつけた袋に小石やタカラガイを入れた。それらの情報をもとに徴税や徴兵を割り振り、年1回の貢租大祭を開催した。国家財政は宮廷と結びつき、行政官、会計監査官、収税吏、警察などの役割が定められていた。官僚制は双分制にもとづき、役人は必ず男女で実務を行なった。

### 管理会計・財務会計

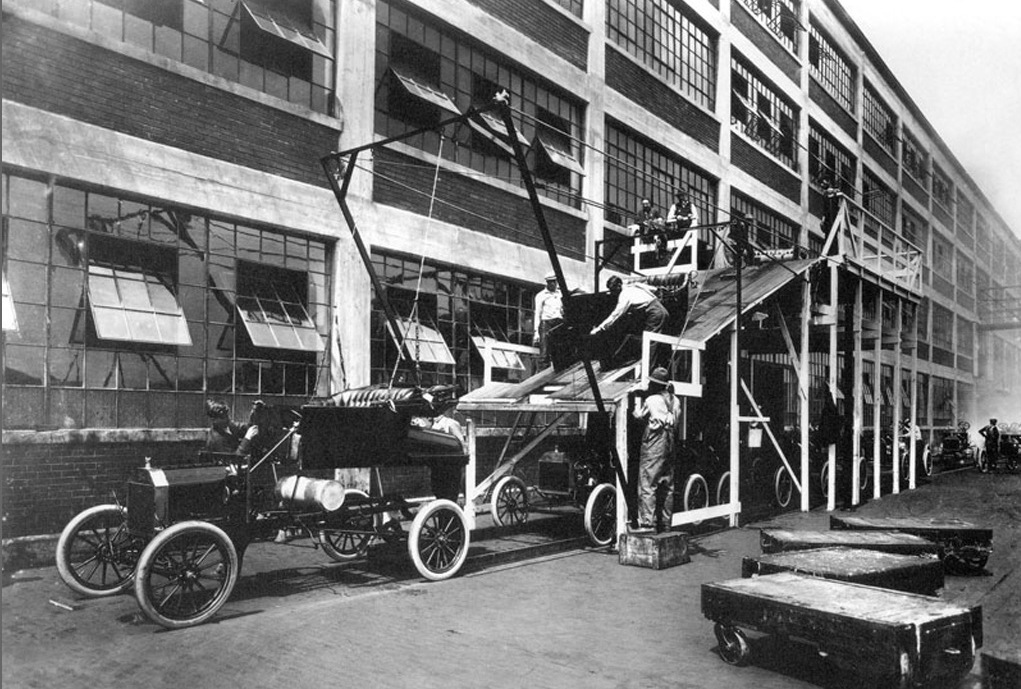
自動車の大量生産を確立したフォード・モデルTの工場。1913年-1914年頃

フレデリック・テイラーは生産管理の方式を考案し、科学的管理法と呼ばれるようになった。テイラーは会計担当者に生産管理を分析させてコスト評価の正確性を高め、その管理法は製造業でいち早く導入が進んだ。繊維産業では、作業者を管理する方法として標準原価計算が採用され、それまでの職人的な生産から大規模化した。鉄鋼産業では鋼鉄の前段階と後段階で原料の節約に原価計算を役立てた。自動車産業ではフォード・モーターが大量生産を確立した。
鉄道産業の管理会計は、20世紀初頭のデュポンの会計に影響を与えた。デュポンは多くの火薬会社を吸収合併して設立されたため、鉄道会社よりも複雑な組織だった。会計情報をもとに最高経営管理者から下層管理者までの管理活動を体系的に支援した最初期の企業であり、投資利益率（ROI）の手法を使って化学産業など他業種へと業務を拡げてゆく。ROIは大手小売店の店舗面積の売上高粗利益率にも活用され、さらに応用が進んで大手小売店の店舗面積の売上高粗利益率にも使われるようになった。企業の大規模化で会計や管理の作業量が増え、解決のために機械化が進んだ。遠隔地との連絡を取る電信・電話、計算に用いる加算機・会計機、タイプライター、パンチカード式の作表機などが19世紀末から20世紀初頭にかけて普及した。
科学的管理法は公会計にも改革をもたらした。19世紀末からアメリカでは移民増加と地方財政の歳出急増、都市部の政治腐敗が問題とされ、企業の手法だった科学的管理法が政府組織に導入された。支出統制にもとづく予算管理はニューヨーク市をはじめとして地方自治体で普及し、連邦政府も予算・会計法（1921年）を制定した。
1919年、会計学者のジェイムズ・O・マッキンゼーはシカゴ大学で会計の講座を発表した。この講座はそれまでの帳簿や出納管理など会計士のための教育とは異なり、経営に役立つ会計を教える内容だった。マッキンゼーの講座は人気を集め、コンサルティング会社マッキンゼー・アンド・カンパニーの設立へとつながった。マッキンゼーは1922年の著書『管理会計』で、予算管理の目的は部門の活動の調整、あるいは部門の活動のコントロールにあると書いており、この本の内容をもって管理会計の成立とされている。マッキンゼーの管理会計は、連邦政府の新しい予算制度からも影響を受けていた。
管理会計成立期の1920年代においては、標準原価計算・予算管理が中心的な手法であったが、1930年代に入って直接原価計算が発明された。直接原価計算は従来の全部原価計算と異なり、在庫の増大が経営へマイナスに作用することを反映したもので、部分的にではあるが、利益管理のためのキャッシュフロー情報の提供を行うものであった。
一方、19世紀からアメリカでは全国規模の株式会社の設立が進み、トラストと呼ばれる大規模な企業活動が独占を招き、社会で議論となった。トラスト問題の解決として財務情報の公開が求められ、企業外に向けた情報である財務会計が一般会社においても始まった。企業の活動を利害関係者に伝えるための財務諸表の形式が整えられ、USスティールの1902年の会計報告書には貸借対照表と損益計算書がそろっており、現在の財務諸表に近い。

### 公認会計士制度の成立
鉄道業や製鉄業など巨額の資本調達を行う産業によって、会計不正の影響が大きくなった。投資の安全性を第三者が証明するために会計の専門家の需要が急増し、会計士の組合である会計士協会が設立された。イギリス最初の会計士協会は1853年のエディンバラ会計士協会であり、1854年には国王の勅許を受けて世界初の公認会計士（英国勅許会計士）が誕生した。アメリカでは1880年代に会計士の需要が高まり、イングランドやスコットランドから多数の会計士が渡って会計事務所を設立する。1882年に会計士協会（The Institute of Account）、1887年にアメリカ会計士協会（AAPA）が設立され、1896年に公会計士業を規制する法律（公認会計士法）が成立した。19世紀末までに、フランス、ドイツ、イタリア、オランダ、スウェーデン、ベルギーなどヨーロッパ各国でも公認会計士協会が設立された。専門化とともに会計教育の制度化が進み、勅許会計士のローレンス・ディクシーは、バーミンガム大学でイギリス初の会計学教授に就任する。のちにロンドン・スクール・オブ・エコノミクスの教授となり、実務書も執筆した。
欧米では公正・正義を象徴するギリシア神話のテミスやローマ神話のユースティティアなどの彫像を司法施設に置く習慣があり、会計事務所や会計に関する施設にも置かれるようになった。

### 世界大戦・大恐慌期
世界大戦による歳出増加で、国家は所得税の歳入への依存を強めた。このため、会計処理手続が課税所得計算でどのように認められるかが問題となり、税務会計が利益概念に影響を与えた。一次大戦後には特需があったが、その反動で1920年代に赤字や減益となる企業が増加した。そのため本業の利益を中心とした損益計算書と、配当や社債についての剰余金計算書を区別するようになり、当期利益が明確になっていった。大恐慌をきっかけにアメリカで設立されたSECは、会計原則を制定するために会計手続委員会（CAP）に依頼したが、時間的な制約もあってCAPは特定問題への対処が中心となり、包括的な会計原則は制定されなかった。
1929年には大恐慌が起き、ニューヨーク証券取引所の上場企業の時価総額は89パーセントが失われた。厳しい環境下にあって、投資家保護のために公開基準と収益性を重視する会計観にもとづいて1934年証券取引所法が制定され、証券取引委員会（SEC）が設置された。公認会計士の法的監査が確立し、会計原則にはアメリカ会計士協会とアメリカ会計学会（AAA）が積極的に関わり、会計手続委員会へとつながる。
20世紀に成立した社会主義政権では、会計制度は資本主義国と異なる運用をされた。第一次大戦期にロシア革命（1917年）によってソヴィエト連邦が成立すると、会計も社会主義にもとづいて進められ、会計士は計画経済を進める最高国民経済会議のために働くこととなった。国営企業の会計責任者は、貸借対照表と会計報告書を作成して会計を組織する責任を負った。中央集権化と集団農場化が進んだ1930年代からは、スターリン主義に批判的な会計士は活動の場を奪われていき、ソ連財務省と中央統計局が会計の指導と監督を行うようになった。

## 現代

### 会計基準の法典化
米国会計基準は、国家とは独立した民間団体が会計基準を設定した。会計原則の制定はCAPとSECの意見の相違もあって難航し、新しい団体として1959年に会計原則委員会（APB）に引き継がれる。しかしAPBの研究を基礎とした演繹的な基準や設定方法には批判が集まり、1973年には会計史協会とは別個の団体である財務会計基準審議会（FASB）へと引き継がれた。次第に会計基準の相互関係が複雑化したため、2009年に会計基準を法典化して簡素化を行った。これによってFASBが営利・非営利すべての非政府組織の会計基準を管理することになり、基準の一覧性も高まった。

### 会計基準の国際化
会計の国際化の動きとして、1949年にアメリカ会計学会が中南米の会計基準を制定、1951年に欧州会計士連合が発足、1957年に極東会計士会議が発足した。
国際会計士連盟の国際監査基準は1992年に受諾された。ヨーロッパでは、1970年代の欧州共同体（EC）の時代から会計実務の調和が進められ、欧州連合(EU)においても継続している。国際連合（UN）、国際通貨基金（IMF）、経済協力開発機構（OECD）、東南アジア諸国連合（ASEAN）などの機関にも会計基準に特化した部門が設立された。
1980年代後半以降の会計の国際統合の中心となったのは、国際会計基準委員会（IASC）である。IASCは1973年に、各国会計士団体の参加によって、民間団体として設立された。当初のIASCの国際的な影響力は大きくなかったが、1987年に証券監督者国際機構（IOSCO）の支持を受けた。IASCの発表する国際会計基準（IAS）は、1989年の公開草案（ED）第32号「財務諸表の比較可能性」の発表によって、多くの代替的な会計処理の廃止による比較可能性向上が図られる。IASCは1998年に包括的な会計基準体系（コア・スタンダード）を完成させ、2000年にはIOSCOがIASを全世界的な使用をするものとして承認している。IASCは2001年に現在の国際会計基準審議会（IASB）に改組され、IASBの発表する国際財務報告基準（IFRS）は、2005年までにEUの上場企業での強制適用が取り決められた。アメリカのFASBも、IASBとの会計基準の共同開発に取り組むことに合意（ノーウォーク合意）し、国際会計基準との差異解消を図っている。
日本では金融ビッグバンにともない、1990年代後半から会計ビッグバンが進められ、2000年3月期から会計実務が変更されていった。それまでの日本の会計は損益計算を最優先する収益費用中心観の立場をとっており、取得原価主義だった。収益費用観は伝統的な会計の考え方だったが、FASBやIASBは資産負債観による会計基準を設定するようになっていった。会計ビッグバン以降は、日本でも資産負債中心観に基づく会計基準が導入されるとともに、時価主義的な会計処理が新たに取り入れられるようになった。他方で、2018年時点でも、日本では収益費用観に重きを置く考えも根強く、収益費用観も会計基準の国際化に一定の影響を与えている。

### キャッシュフロー計算書
巨額な設備投資においては、発生主義にもとづく損益計算では投資可能資金や支払資金を計算するには不十分だった。この解決のためにキャッシュフロー計算書が考案された。キャッシュフローという言葉は1960年代の文献から現れ、当時は運転資本を指す場合が多かった。L・C・ヒースは現在のキャッシュフローに通じる現金収支計算書、財政活動計算書、投資活動計算書を説いた。欧米では1980年代から1990年代、日本では2000年にキャッシュフロー計算書が制度化された。

### 公正価値会計
会計原則の大きな変化として、公正価値会計がある。アメリカの会計は大恐慌の影響で資産の再評価が認められず、取得原価基準が採用された。1950年代から1960年代には朝鮮戦争の影響でインフレーションが問題となり、取得原価主義の限界が議論されるようになる。そして1970年代の石油ショックによるインフレへの対応が課題となって物価変動会計が導入され、補足情報としての開示が始まった。1980年代以降は金融商品についての公正価値情報の開示が進み、1990年代のデリバティブの増加も影響して導入が進んだ。

### 管理会計の発展
1930年代に提唱された前述の直接原価計算は、財務会計の目的に資するかどうか激しい論争が行われたが、管理会計において有用であることは定説となった。そして、1962年には標準原価計算と直接原価計算を結合した標準直接原価計算が登場するなどの新たな展開を見せた。他方、同じく1960年代には、管理会計の分野において、キャッシュフロー情報の活用が進展した。これは設備投資の活発化に伴い、プロジェクト別の採算計算が重要となったためである。プロジェクト別採算計算では、発生主義会計に伴い算定される減価償却費は、投資意思決定とは関係のない埋没原価となってしまう。そのため、設備投資意思決定においては、回収期間法やDCF法などによるキャッシュフロー情報の活用が行われたのである。
一方、1980年代のアメリカでは、赤字製品の切り捨てなどのリストラ目的で、活動基準原価計算の導入が図られた。この背景には大量生産から多品種少量生産への転換という工場の実態に対応する必要があった。伝統的な原価計算が大量生産に適した製造間接費の配賦基準を用いていたため、多品種少量生産では適切に製造間接費を製品別に配賦できなかったのである。ロバート・S・キャプランらはこの問題を解決するため、活動基準原価計算(ABC)を提唱し、これは製品戦略に資するものであるとされた。活動基準原価計算は全部原価計算の流れを汲むものであり、著名な原価計算学者のチャールズ・T・ホーングレンは活動基準原価計算に反対し、キャプランと激しい論争を繰り広げたが、結局、ホーングレンも自説を改めて活動基準原価計算を支持した。
1990年代になると、M＆Aの活発化にともない、企業価値評価で活用されるキャッシュフロー情報が管理会計においてもますます重要となった。また、活動基準原価計算は、プロセス改善による原価低減を目的とした活動基準原価管理（ABM）に発展している。また、キャプランらによって1992年には新たな管理会計ツールとしてバランスト・スコアカードが提唱され、これは戦略マネジメントシステムとして広がっていくことになった。

### 社会主義国の会計

#### ソヴィエト連邦
1920年代から1930年代に作られたソ連型の会計制度は中央集権的であり、会計人は中央省庁の計画をもとに実務を行う簿記係と、上級機関に責任をもつ会計担当者に分かれた。経営の改善や専門家としてのイニシアティブを発揮する余地はなくなり、会計は硬直化した。1960年代からは経済改革による分権化が行われ、計画経済や企業管理において利潤・原価・価格・利子なども評価されるようになり、会計士は科学技術協会（HTO）に所属して専門家として活動した。HTOでは資本主義諸国の会計の取り入れも検討された。
1980年代後半のペレストロイカから民営化や市場経済化が始まり、西側諸国との合弁企業で市場経済の会計が部分的に導入され、企業の営業秘密が認められた。1991年のソ連の崩壊によって市場経済化がさらに進み、ロシアでは公認会計士にあたる監査士が国家資格化された。社会主義政権時代のロシアでは会計士の人気がなかったが、市場経済化が進むと会計士は人気の職業となった。

#### 中国
1949年に中華人民共和国が成立し、1950年にソ連をもとにした計画経済の会計制度が訓令された。1958年に大躍進政策が進められると、自力更生・生産第一というスローガンのもとで企業の会計規定がなくなり、会計担当者は下放されて農業や工業労働に従事した。1962年には会計業務の混乱を収拾するための指示が出され、会計担当者の復帰を認めるとともに、一般人にも容易な記帳法の研究が進められた。1964年に商業部部が増減記帳法の施行を始め、商業やサービス業で導入が進んだ。
1978年の改革開放以降は、次のような会計の改革が進められた。(1) 会計基準の統一化が進められた。計画経済のもとでは業界や部門が分離しており、各企業の会計情報は統一されていなかった。(2) 外資を導入するため、国際基準を取り入れて国外の投資家に分かりやすい財務諸表が作成された。(3) 国家のマクロ経済を理解するために統一性と比較性のある会計情報を整備した。1985年には会計法が公布され、会計基準が定められた。国際慣行にそった会計基準や原価計算を取り入れ、それまでの増減記帳法から貸借記帳法に移行した。

#### その他の社会主義諸国
第二次大戦後の東欧諸国は、ソ連が主導する経済相互援助会議（COMECON）に加盟してソ連型の会計制度を採用した。ユーゴスラヴィアは市場経済と労働者の自主管理にもとづいて会計制度を改革し、統一会計制度の採用を義務化せず、付加価値を導入し、社会会計局による監査を行った。他の東欧諸国は1960年代から改革を始め、アメリカ式の直接減価制（ハンガリー）、公認会計士による監査（ポーランド）、基本会計と工場内会計の分離（チェコスロバキア）、会計と統計の統一システム（東ドイツ）などが行われた。ベトナムは、1960年代は中国のモデルをもとに会計制度を定め、1970年代からはソ連や他の社会主義国の会計制度を参考とした。1986年からはドイモイ政策の改革によって貸借対照表や損益計算書など市場経済の諸制度を導入していった。
ロシアを含めた旧ソ連のNIS諸国では国際会計基準への移行を進めているが、会計実務の違い、税制の違い、社会主義時代に存在しなかった概念の翻訳などが課題となっている。

### イスラーム会計
イスラーム経済の特徴には利子の授受を行わない点があり、イスラーム法に準拠した取引が求められる。そのために、(1) 商品売買やリースで財を介在させて売却益や賃貸料収入を得る、(2) 出資として投資からの利益を得る、などの方法が歴史的に使われてきた。イスラーム金融とイスラーム金融機関のための国際的な会計基準は、1990年からイスラム金融機関会計・監査機構（AAOIFI）が定めている。AAOIFIは主に湾岸諸国で採用され、マレーシア、インドネシア、パキスタンなどの国は、AAOIFIと併せて独自のイスラーム会計基準を整備した。会計教育では、影響力が大きいアメリカの会計と国民文化でもあるイスラーム会計が並立する国もある。
2009年には、16カ国によってアジア・オセアニア会計基準設定主体グループ（Asian-Oceanian Standard-Setters Group、AOSSG）が設立されて、イスラーム金融の財務報告もテーマとなった。2010年にマレーシアを中心に作業グループ（AOSSG IF WG）が組織され、イスラーム金融にIFRSを適用する際の課題をIASBに提案した。2011年にイスラーム金融諮問グループが設立され、2013年に第1回会議が開催されて、イスラーム会計をIFRSに適用する際の課題が議論されている。

### 世界金融危機と会計
ビッグ8と呼ばれる大手会計事務所8社は、監査業務に加えてコンサルティング業務を増加させた。監査対象の企業からもコンサルティング業務を受注したため、監査人の独立性が問題とされるようになった。1980年代以降のアメリカの会計不正の主な原因としては、(1) 経営者の報酬が株価に依存し、不正な操作で株価をあげる動機があった。(2) 不正を誘発するように株式市場が好調であった。(3) 不正を防ぐべき会計事務所が、監査業務とコンサルティング業務の利益相反を起こしていた、などがある。こうした状況下で、エンロン、ワールドコムなどの大手企業が会計不正によって破綻した。
規制強化にもかかわらず、その後も不正は続いた。アメリカでは、エンロンと類似の事件を防ぐために、住宅ローンの国策会社であるフレディマックとファニーメイがバランスシートを縮小した。その影響で住宅ローンに民間業者が参入し、民間業者が導入したサブプライムローンは住宅価格の上昇に後押しされて2003年以降に急拡大をした。すでに2005年にはサブプライムローンのバブルが指摘されていたものの、格付け機関はリスクを知りつつサププライムの証券に高い格付けを与え続けた。リスクを警戒し、2006年から住宅ローン売買を減らした投資銀行もあったが問題の解決にはならず、2008年にはリーマンブラザーズの倒産をきっかけにサブプライム住宅ローン危機が起きた。
サブプライム危機の一因には、時価評価もあった。取得原価主義であれば、機関投資家は株式などの金融資産で含み益を持つことができる。他方で時価評価主義では、金融資産の減価は自己資本減少と機関投資家が発行する株式の減価に直結し、その株式を保有する企業が発行する株式も減価となる。こうして負の連鎖が拡大した。サブプライム危機は世界金融危機に波及し、2008年のワシントン・サミットでG20が金融安定化のための国際会計基準について声明を行い、対応を求められたIASBは会計基準を変更した。この変更で適正手続（デュー・プロセス・オブ・ロー）を取らなかったためにIASBは批判を受け、IASBが推進してきた公正価値会計も批判された。IASBは公正価値会計の全面適用から方針を変更し、調整機関としての活動を増やすこととなった。IFRSは2013年に会計基準アドバイザリー・フォーラム（ASAF）を設立し、幅広い地域の団体がメンバーとして関与している。

### 会計ソフトウェア
20世紀後半から、会計実務において会計ソフトウェアが普及していった。1970年代には会計事務所の専用機型会計ソフトが実用化され、経理業務の正確性や効率性が向上した。1980年代にはパーソナルコンピュータ（PC）の影響により、パッケージ型の会計ソフトが発売された。パッケージ型ソフトは専用機に比べて安価であり、ユーザーの習熟度に合わせた入力機能を備えているソフトもあり、中小企業や個人事業者の間で使用者が増えていった。2010年代にはパッケージ型のソフトをネットワーク上で操作するクラウド型の会計ソフトが登場した。クラウド型会計ソフトには、2013年から人工知能（AI）の導入が始まり、銀行口座やクレジットカードのデータ取り込みや帳票のスキャンによって仕訳の自動化が実現した。インターネットによって財務データの入手も容易となり、2008年には金融庁運営のEDINETから企業が提出した財務諸表をダウンロード可能となった。

## 家計簿の歴史
家計や家政については、古くはアリストテレスの『政治学』、クセノポンの『家政論』、そしてアリストテレス名義の偽書『経済学』などの文献がある。古代ローマの家長は、国家に家計簿を義務づけられており、財政政策の一部でもあった。当時の家政は家父長制を前提としたものであり、例えば『家政論』では夫は戸外の政治と農場管理、妻は家庭内という分担が理想とされていた。
個人的な内容や家庭のために記帳する家計簿も現れ、中世のイタリア商人は、商売の帳簿とは別に個人的な家計簿をつけた。思想の一環として家計簿が使われる場合もあり、アメリカの作家・思想家ヘンリー・デイヴィッド・ソローは森で暮らしながら家計簿をつけて、生きるために最低限必要なものを見極めようとした。
アメリカで公認会計士第1号となったチャールズ・ワルド・ハスキンズは職業教育や家計の重要性を説き、家庭に会計学を活かすために家計の本を出版した。日本においては、1908年に羽仁もと子が刊行した家計簿が現在まで続いている点で最も長い。羽仁は家計について、労力と財力が調和を保って発展するようにつとめるという目標を掲げた。刊行当時から現在まで同内容を保っており、当初は主婦1人による記帳を想定していたが、家計簿は家庭全員が参加するものという構想に変わっていった。

## 学問としての会計史

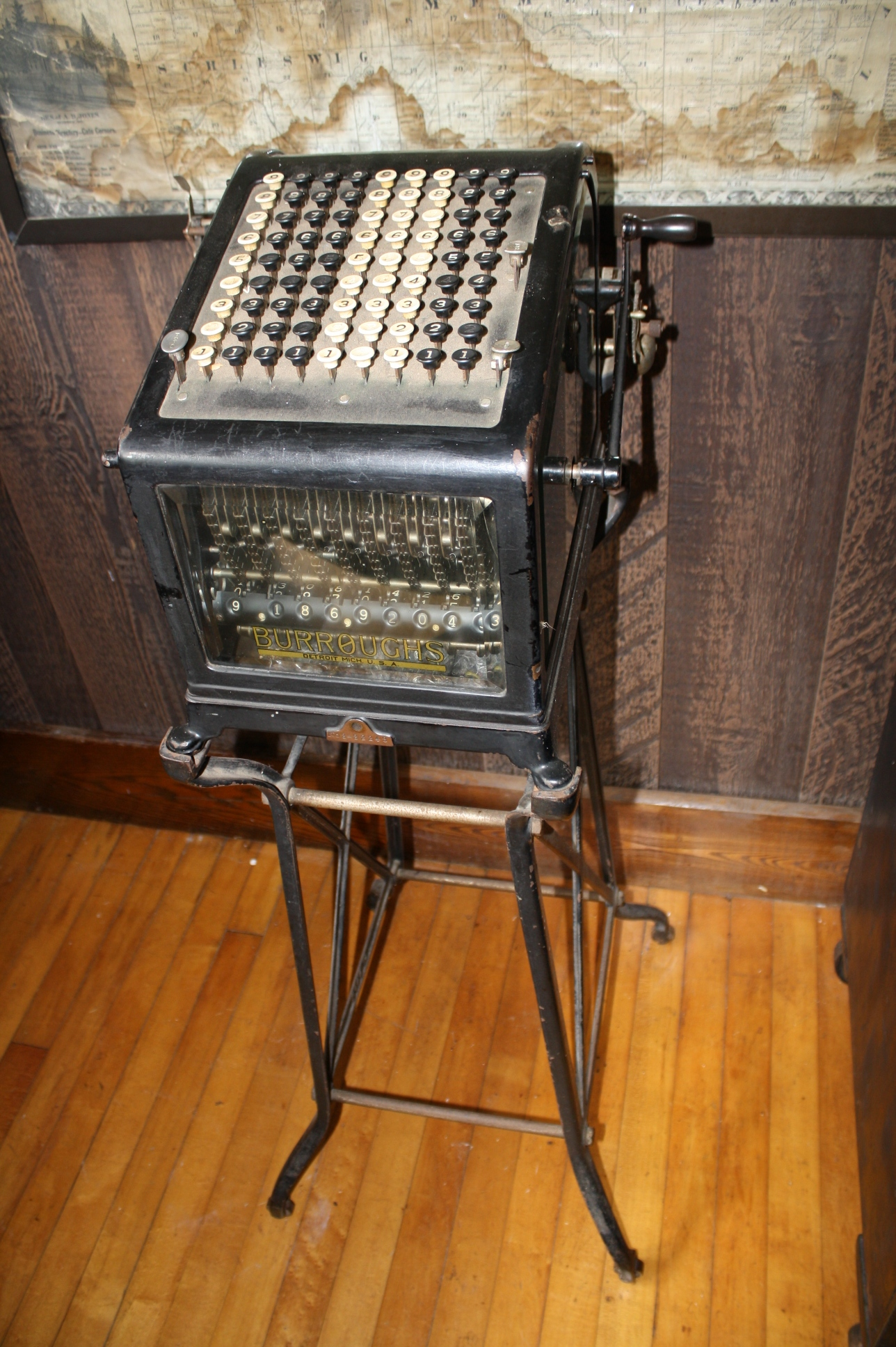
バロース社の初期の加算機。加算機は統計調査や会計に使われ、会計機とも呼ばれた。

初期の会計史の研究としてリチャード・ダフォーンの『商人の鏡』（1635年）があるが、1ページのみだった。単行本としては、ベンジャミン・F・フォスターの『The Origin And Progress Of Book-keeping』（1852年）からとなる。日本では明治期の洋式簿記の導入と同時期に歴史研究が始まり、当初は海外研究の抄訳が多かった。初期のものとして曽田愛三郎『学課起源略説』（1878年）や海野力太郎『簿記学起源孝』（1886年）がある。
学会は、1972年にイギリス会計史学会、1973年にアメリカ会計史学会、1982年に日本会計史学会が設立された。学術誌としては、アメリカ会計史学会の機関紙「The Accounting Historians Journal」（AHJ）が年2回、国際的ジャーナルの「Accounting History」（AH）が年4回発行されている。傾向としては、AHJが伝統的な組織を扱い、AHは限定されずにさまざまな組織を扱う。日本では「会計史学会年報」が発行されている他、会計専門学術誌である『會計』にも研究論文が掲載されている。研究者の傾向として、日本では会計プロフェッションを兼務せずに研究者となる割合が多く、海外では公認会計士の研究者が多い。
複式簿記の起源
複式簿記の起源については複数の説があり、特に古代ローマ起源説と中世イタリア起源説に大きく分かれる。ローマ説の根拠としては、会計役の奴隷と主人がおこなっていた代理人簿記を起源とする。中世イタリア起源説は、さらにトスカーナ説、ジェノヴァ説、ロンバルディア説、ヴェネツィア説、各都市国家で同時期に作られた説などに分かれる。
近代以降のヨーロッパの繁栄や産業革命の一因に、複式簿記を含める説がある。しかし、正確な簿記はヨーロッパ以外にも存在しており、複式簿記が誕生したのちもインドや中国をはじめとする地域はヨーロッパよりも繁栄していた。そのためアフリカやアメリカ大陸への進出による鉱物資源の調達、人口増加の解決、工業製品の輸出増などがヨーロッパの繁栄や産業革命の主な原因とされる。